# Girifalco
Girifalco (AFI: /ʤiriˈfalko/, Cirifarco, Cirifarcu o Jirifarcu in calabrese) è un comune italiano di 5 394 abitanti della provincia di Catanzaro, in Calabria. Adagiato ai piedi del Monte Covello, si trova esattamente al centro dell'istmo di Catanzaro, il punto più stretto della penisola italiana.

## Geografia fisica

### Territorio
Sorge a nord dei monti delle preserre catanzaresi affacciandosi sull'istmo, nel quale si trova in posizione centrale e proiettato leggermente a nord-est adagiato a 456 m s.l.m. (altezza minima 224, massima 889) ai piedi del monte Covello, dai cui punti più elevati si possono osservare entrambi i mari. Il territorio comunale ha una superficie di 43,1 km² e si estende tra la zona montana e submontana del monte Covello, il pianoro di Girifalco (nord-est) e l'altopiano che degrada verso sud-est in direzione della valle, detta Caria, che va in direzione del golfo di Squillace.

### Idrografia
Girifalco si trova tra due corsi d'acqua, i torrenti Ghetterello e Pesipe. Il primo nasce sulle pendici orientali del monte Covello e attraversa il territorio nella parte sud-est fino al bosco Farnoso e sfociando nelle acque del golfo di Squillace insieme al torrente Alessi. Il Pesipe attraversa la parte nord-ovest del territorio scendendo dal monte Covello.

## Origini del nome
L'etimologia del nome di Girifalco da sempre desta grande incertezza e le sue origini si perdono nella leggenda, come quella popolare che vuole la nascita del nome da un falco che volteggiava ad ali spiegate nel cielo azzurro dall'alto di una torre, così com'è rappresentato nello stemma cittadino, che venne tuttavia realizzato nel XVII secolo quando veniva già denominato così da secoli nella sua forma antica Girifarcum. Le ipotesi razionali, dunque, sono altre:
Com'è scritto in un vecchio articolo del giornale La tribuna illustrata, il nome fu dato agli abitanti dei villaggi Toco e Caria (posti leggermente a sud-est dell'attuale centro) distrutti dei saraceni, che in seguito fondarono il nucleo più antico di Girifalco stabilendosi su una rupe per difendersi. Quei primissimi abitanti furono definiti una Sacra Falange e quel termine, in greco (''Ιερή Φάλαγγα'' - ''Ierí Fálanga''), diede il nome al luogo in cui si insediarono.
Tuttavia il nome Girifalco potrebbe avere origine dalla latinizzazione delle parole ''Ieros'' e ''Fajecon'', Sacri Feaci (Phaiakes, "falchi") gli abitanti di Scheria (Skera), città che secondo alcuni studiosi nacque in un punto imprecisato all'interno dell'Istmo di Catanzaro.
Giovanni Alessio nel Saggio di toponomastica calabrese lo fa derivare da ''Kurios Falcos'' o ''Dominus Falcus'', ossia Signore/Dio Falco, mentre Niccolò Tommaseo nel Dizionario della lingua italiana, alla voce Girifalco scrive che la prima parte del vocabolo può essere il greco ''ierax'' (falco) avendo così la ripetizione dello stesso termine in due lingue diverse.

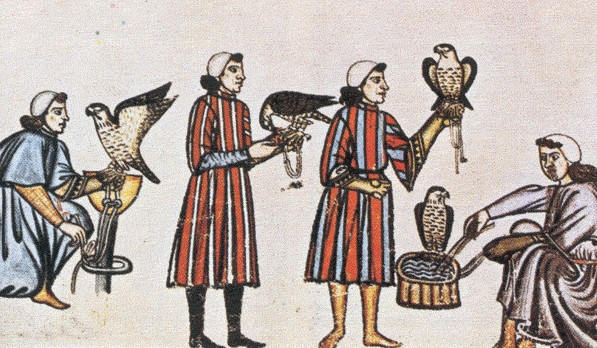
Falconieri di Federico II

Ma senza dubbio il rapace ha a che fare con il nome del borgo come affermava, tra gli altri, lo storico e viaggiatore inglese Henry Vollam Morton il quale visitò il sud Italia, e così scrisse su Girifalco:
(Henry Vollam Morton, A traveller in Southern Italy)
È plausibile che dei falconieri Normanno/Svevi risiedessero nella terra di Girifalco, visto che questa zona in alcuni periodi dell'anno costituisce un passaggio obbligato per questi rapaci (tra cui il falco pecchiaiolo) e la zona montana del borgo ma anche la rupe Pietra dei Monaci sono frequentate dal gheppio, ed è possibile che diedero il nome, dall'antico vocabolo nordico ''geirfalki'' (girifalco), al luogo dove addestravano questi falchi in onore del rapace del nord Europa, loro terra d'origine.

## Storia

### Antichità e origini medievali

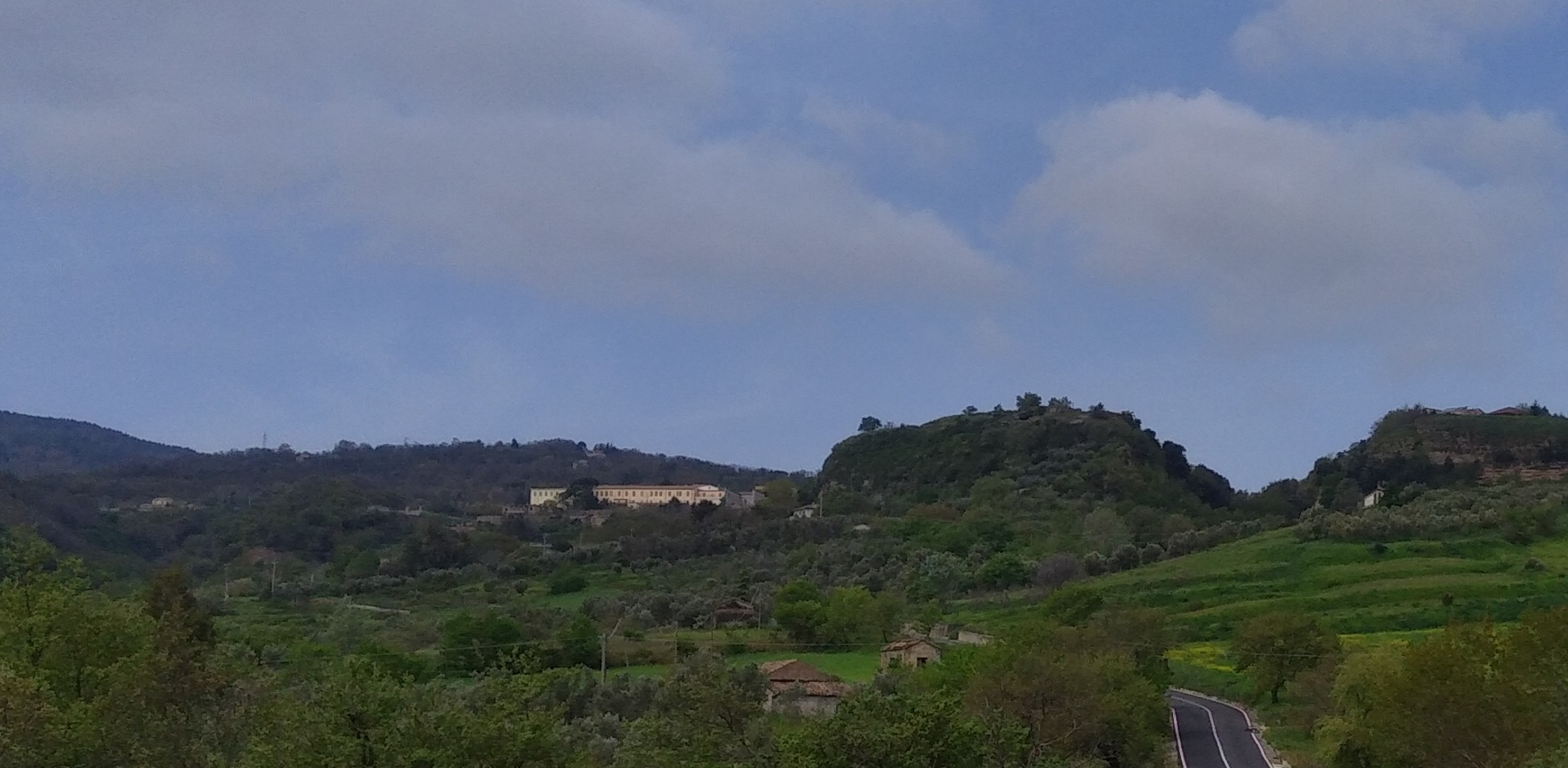
Valle della Caria con in fondo la rupe Pietra dei Monaci

Storicamente, la nascita di Girifalco è fatta risalire al dominio bizantino, nel IX secolo. Tuttavia erano presenti degli insediamenti precedenti alla Magna Grecia, come dimostrato da alcuni ritrovamenti nella valle denominata Caria, nella parte alta del torrente Ghetterello fino al bosco Farnoso, circondato da alcuni megaliti e al bosco Valentino nel quale ci sono tracce di mura poligonali. La necropoli, con delle tombe a lastroni di pietra rinvenuta durante gli ultimi anni del XIX secolo dallo storico e archeologo Armando Lucifero nella quale reperì il cranio di Caria, risale al Neolitico superiore e consente di affermare che nel territorio erano presenti delle popolazioni autoctone che si erano stanziate nella sopracitata valle.
Anticamente presso la valle Caria passava la via istmica greca che collegava, passando per il pianoro di Girifalco (storico crocevia), lo Ionio al Tirreno.
Il territorio di Girifalco risulta essere strategico fin dall'antichità, quando il console Marco Claudio Marcello durante la seconda guerra punica, pose i suoi presidi militari sul monte Covello per la particolarità di poter controllare contemporaneamente i due golfi (lo Scilletinico e il Nepetinico) in una località denominata successivamente Setto di Marcello dove sono state ritrovate delle punte di lancia e delle piccole anfore di epoca romana, testimonianza di antiche postazioni in questa terra.
La Girifalco sorta in epoca bizantina deriva da due antichi insediamenti lungo il torrente Caria (che prende il nome dall’omonima valle) e dei quali non si conoscono, ad oggi, dimensioni e natura e che vennero abbandonati in seguito a qualche evento causando l’esodo degli abitanti i quali fondarono l’antica Girifarcum Castellum su una rupe chiamata Pietra dei Monaci. L’esistenza di quegli antichi insediamenti è stata confermata dai numerosi ritrovamenti nelle contrade Caria e Toco e sotto la rupe sopracitata in contrada San Vincenzo, dove è stata ritrovata un’ulteriore necropoli con sei tombe a camera risalenti al VI o VII secolo D.C. dove all’interno di una di esse è stata ritrovata una sorta di Menorah ebraica a cinque punte e in altre erano sepolte delle genti di alto rango, forse patrizi o dei magister. I villaggi Toco (dal greco ''toíchoi'', mura o ''teíchos'', muro) e Caria, erano remoti insediamenti di popolazioni autoctone presenti nella vallata fluviale, oppure risalivano all'epoca romana o alle migrazioni greche e probabilmente non vennero mai conquistati dai Bruzi perché si trovavano a pochi chilometri dell'antica Skylletion, essendo questi in continuo conflitto con le città magnogreche.
In epoca bizantina nel territorio di Girifalco, nelle contrade prossime al bosco Farnoso, sorse il monastero basiliano di San Nicola de Montibus, del quale oggi rimangono pochi ruderi tra gli arbusti, non distante dal monastero di San Fantino vicino al corso del Ghetterello verso Squillace.
Un vecchio articolo del giornale La tribuna illustrata del 7 febbraio del 1937 parla delle sue origini medievali:
(Girifalco, La Tribuna Illustrata, 7 febbraio 1937, anno XV)

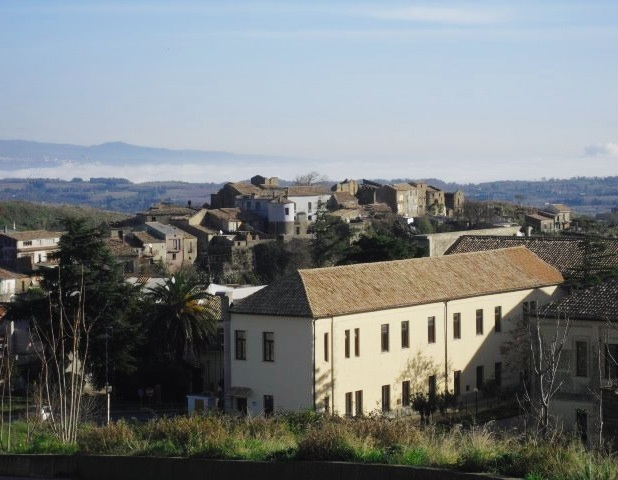
Rione Pioppi (terra vecchia), primo borgo di Girifalco che il Barrio descrisse, nel 1571, come Girifarcum Castellum.

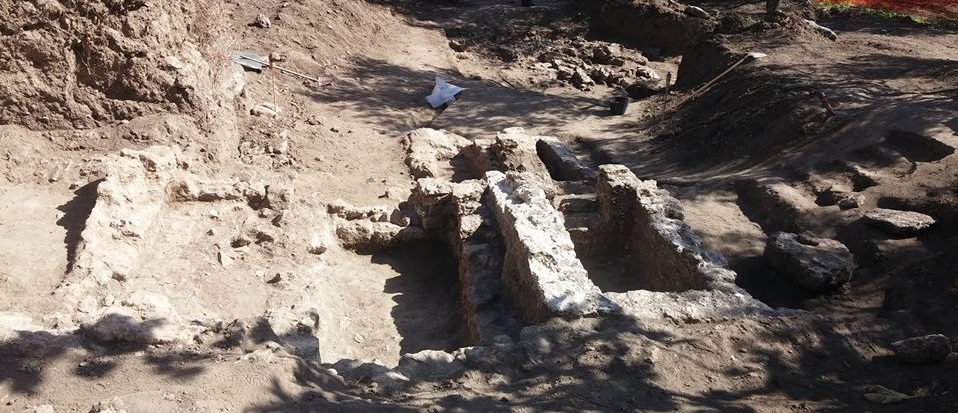
Scavi località San Vincenzo

Prima dell'arrivo dei Normanni in Calabria, in piena epoca bizantina, per difendersi dalle incursioni dei saraceni che infestavano quelle contrade intorno al IX secolo, nell'anno 836 la popolazione si rifugiò in un luogo più alto e sicuro dal quale era visibile l'intera valle sottostante. Tuttavia, il nucleo urbano può aver avuto origine in seguito all'invito del generale bizantino Niceforo Foca il vecchio, che si preoccupò di rafforzare le difese dei territori dalle incursioni saracene durante la vittoriosa campagna nel biennio 885-886, a stabilirsi sui Kastellion, ovvero borghi posti sulle alture facilmente difendibili grazie alla conformazione naturale del terreno. Quel luogo era una rupe, in seguito conosciuta come Pietra dei Monaci perché in quella zona sorse un cenobio o un convento bizantino, dove nacque il primo nucleo abitativo della Girifalco antica (Pioppi), tipico borgo medievale elevato che si popolò degli abitanti della vallata e che gradualmente venne fortificato. Il luogo del primo nucleo urbano girifalcese probabilmente assunse il nome Pioppi dopo qualche tempo per la presenza di alberi di pioppo in quella zona, dal latino populus che in antichità era associato al popolo, ossia l’albero del popolo che arrivò dalla vallata, gli abitanti di Toco e Caria.

### XIII secolo - Età normanno-sveva
Con l’arrivo dei Normanni in Calabria, a metà dell’XI secolo, si diffuse il sistema feudale e la terra di Girifalco fu assegnata al feudo di Maida.
Per la sua posizione centrale all'interno dell'istmo, punto più stretto della penisola italiana, la terra di Girifalco era un crocevia e un passaggio obbligato tra i due golfi (seguendo i percorsi dei fiumi Ghetterello e Caria a est e del Pesipe a ovest) e un punto strategico per l’installazione di guarnigioni, potendo controllare entrambi i mari dalle vette del monte Covello. Nella corte di Federico II von Hohenstaufen, all'epoca Re di Sicilia, erano presenti i falconieri e lui stesso era un grande falconiere. Sostava spesso nella sua abitazione nell'antica Nicastro e andava a caccia con il falcone spingendosi fino ai boschi nella terra di Girifalco avendo creato una grande riserva nei territori del feudo di Maida rendendo dunque probabile la presenza dei falconieri normanni nella terra di Girifalco visto che il suo territorio costituisce da sempre un passaggio migratorio di questi rapaci. L’influenza normanna in questa terra può essere spiegata nell'antico patrono cittadino San Michele Arcangelo con relativa chiesa, del quale Federico II estese il culto nel meridione d'Italia.
Sotto gli svevi dopo la VI crociata, quindi dopo il 1229, fu costruita una struttura fortificata sulla collina a nord ovest della terra vecchia (Pioppi) il quale in epoche successive (XVII secolo) venne convertito nel palazzo Ducale. Girifalco a quei tempi, dovette raggiungere un assetto socio economico stabile visto che venne fondato un insediamento musulmano quando nel 1233 Federico II vi portò (oltre che a Lucera in Puglia e Acerenza in Basilicata) una colonia di saraceni insorti in Sicilia, per farli integrare con le popolazioni del luogo, e probabilmente usarli come soldati, evitando di farli ritornare sull'isola a creare insurrezioni. Quella colonia durò fino al 1239 quando gli arabi furono tutti confinati in quella di Lucera, la più distante dall'isola Siciliana. L’insediamento di Girifalco venne descritto come un castello distante cinque miglia da Squillace:
(Wachsmuth Guilielmus, Dissertationis de Luceria Apuliae Urbe, 1844)
Dopo il 1234, era signore di Girifalco il nobile veronese Giulio Maffei, già governatore nello Stato della Chiesa e giustiziere della Calabria Ultra al servizio di Federico II, che per riconoscenza lo nominò signore di questa terra, mentre nel 1258 Manfredi confermò il possedimento al figlio, Scipione Maffei. Padre Giovanni Fiore da Cropani nella sua opera Della Calabria illustrata scriveva che ai tempi di Manfredi, quindi tra il 1258 e il 1266, era signore del castello di Girifalco un cavaliere spagnolo di nome Annibale, al servizio della corona. Per i servigi fatti al re si era meritato la terra di Girifalco con il suo castello e per il lungo possesso che ne aveva avuto, prese per cognome il nome della terra stessa. I suoi successori (il figlio e il fratello) vennero mandati in esilio da Carlo I per la vicinanza con Manfredi, facendo così cadere la terra di Girifalco nel patrimonio del Regno di Sicilia.

### Dal 1300 al 1600 - Terra contesa, Signoria e Baronia
Dall’istituzione del Regno di Napoli (1302) la terra di Girifalco passò per diversi feudi sotto diverse casate come Signoria e in seguito come Baronia.
Nel 1312 in Girifalco furono messi al rogo tre cavalieri Templari, che in quegli anni furono accusati di eresia e il loro ordine soppresso, di ritorno dalla Terrasanta e membri del presidio templare del casale dei pellegrini a nord di Girifalco nei pressi del monastero dei santi Anargiri nella terra di Cortale (feudo di Maida) che presidiavano l’antica via istmica greca scorciatoia tra i due golfi.
Durante il regno di Ferrante I, quindi tra il 1458 e il 1494, fece parte della Contea di Arena ed era signore di Girifalco Luigi di Longobucco, consigliere del re e in seguito appartenne alla figlia o sorella Alfonsina ''Longobucca'' moglie di Carlo Ruffo (1424-?) signore di Girifalco. Dal 1494, con la dominazione spagnola nel Meridione, passò al Principato di Squillace fino al 1506. Da quell’anno il Re Cattolico la staccò per annetterla alle terre che costituivano la Contea di Soriano sotto i Carafa con titolo di Baronia.

Intorno al 1520, risulta acquistata dal banchiere Germano Ravaschieri dei conti di Lavagna che diede al figlio Giovanni Geronimo, ma dopo qualche anno dovette ritornare alla Contea di Soriano perché nel 1526 Tiberio Carafa, conte di Soriano la vendette a Camillo de Gennaro, vescovo di Nicotera, che in quell’anno risultava signore di Girifalco. Successivamente durante la prima metà del XVI secolo la terra di Girifalco ritornò nuovamente alla Contea di Soriano.

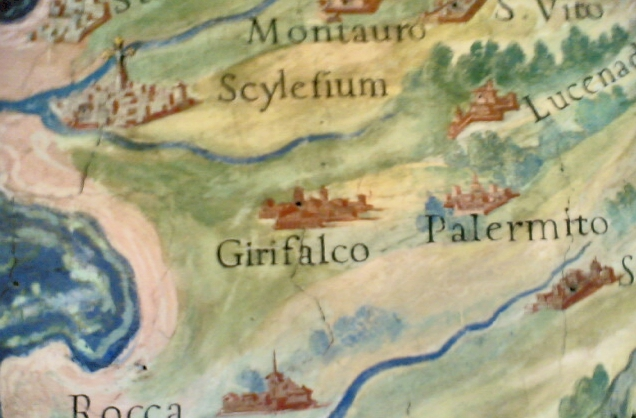
Galleria delle carte geografiche nel Vaticano, carta della Calabria Ulteriore (1580-1585).

Nel 1548 il vescovo Lauro, fece erigere in Girifalco il convento di Santa Maria delle Grazie (chiesa Matrice attuale) dell'ordine dei frati predicatori (domenicani) che fu notevole centro di studi teologici e dove pare vi abbia dimorato il frate domenicano Tommaso Campanella giunto dal convento di Nicastro e di passaggio a metà strada verso Stilo durante il suo tentativo di congiura a sollevazione popolare contro il governo spagnolo tra il 1598 e il 1599. Un certo Francesco Antonio Dello Iojo di Girifalco, forse un frate del sopracitato convento, venne coinvolto nel processo della “sedutione de congiura” come complice di Campanella e del frate Francesco Ponzio Dionisio domenicano di Nicastro. L'attuale piazza Umberto I un tempo era denominata piazza Campanella e alcune vie retrostanti l'ex convento portano ancora il nome del filosofo.

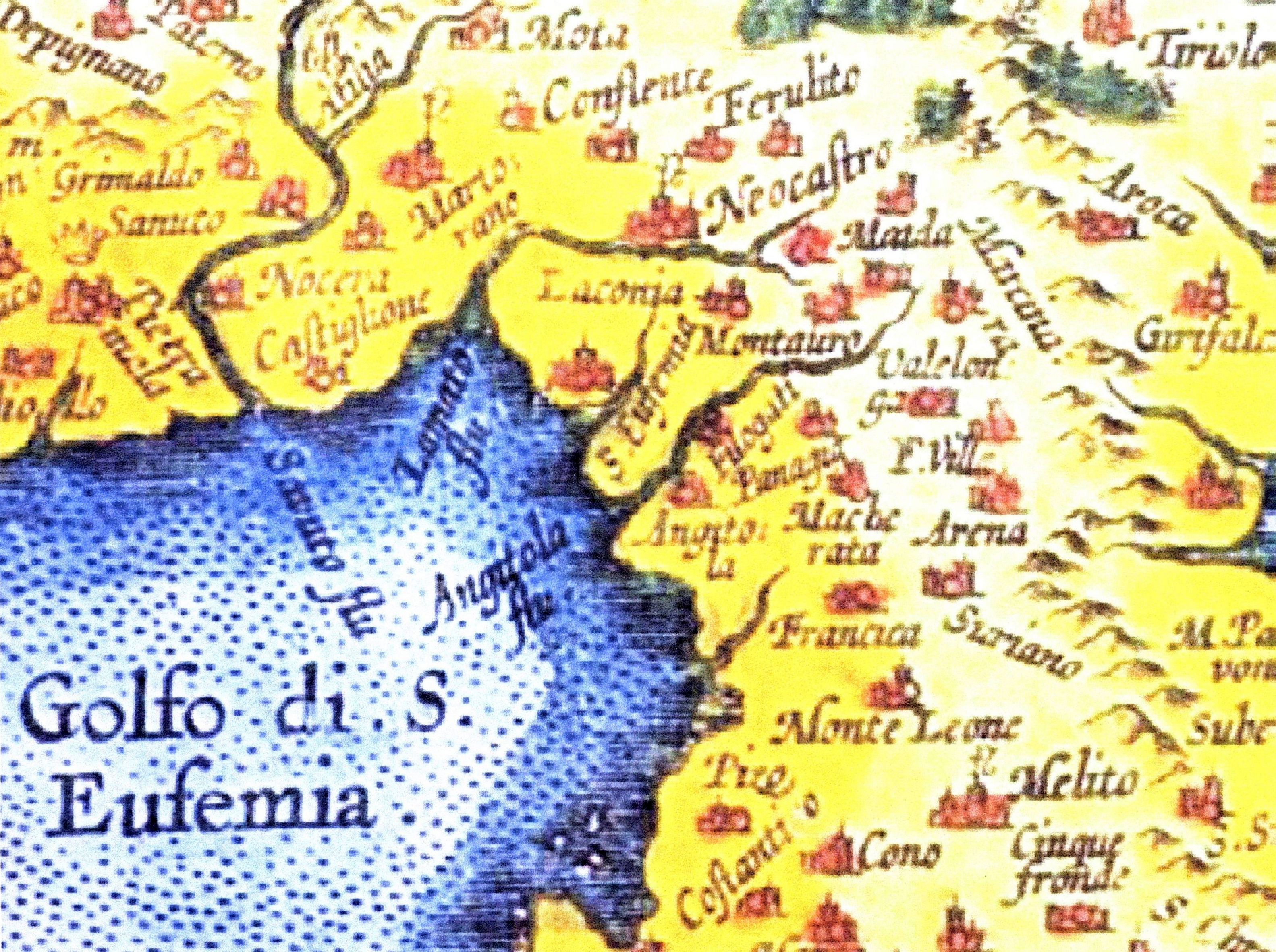
Carta del 1589 della piana di Sant'Eufemia. Particolare di Girifalco (sulla destra) e della sua fortificazione verso est.

Sul finire del cinquecento gli storici Barrio e Marafioti descrissero il territorio di Girifalco. Nel 1571 il Barrio scriveva che Girifarcum Castellum aveva un territorio fertile adatto ai pascoli e alla caccia di diversi tipi di uccelli. Mentre nel 1595 il Marafioti descrisse che dopo il fiume Lameto (Amato) e Maida c'era un castello denominato Cirifarco, con vestigia di antiche fabbriche (costruzioni) che evidenziavano la grande antichità del luogo ma che di esse non erano rimaste tracce nelle scritture, le campagne abbondavano di grano e diverse piante e sulle falde dell'Appennino (pendici del monte Covello) c'erano le pietre frigie, riferimento ai megaliti nei pressi del bosco Farnoso ispirati all'arte frigia.
Nel 1609 la Baronia di Girifalco ritornò ai Ravaschieri, banchieri nel Regno di Napoli, quando il tesoriere di Calabria Ultra Pietro Francesco Ravaschieri la acquistò dal Conte di Soriano per 25.000 ducati lasciandola alla nipote Maria Ravaschieri (XVI secolo-1625), figlia del fratello Torino, che a sua volta la donò alla figlia Maria Virginia Ravaschieri (XVI secolo-1634) che divenne baronessa di Girifalco.

### Il Ducato (1624-1806)

#### Dai Ravaschieri al duca Fabrizio Caracciolo
Nei primi anni del XVII secolo la Baronia di Girifalco cominciò a formarsi in un feudo diventando più in avanti un Ducato che durò dal 1624 al 1806. Con privilegio di Re Filippo IV nel 1624 la baronessa di Girifalco Virginia (Vittoria) Ravaschieri (?-1634) ottenne il titolo Ducale per lei e i suoi discendenti. La prima duchessa espanse i possedimenti feudali di Girifalco acquistando nel 1631 la terra di San Vito e il casale di Lucenade (Cenadi) e in virtù del matrimonio, nel 1602, con Annibale Caracciolo (1576-?) patrizio napoletano, barone di Girifalco, signore di Oppido Mamertina e Ripacandida nacque Fabrizio Caracciolo (1607-1683), secondo duca di Girifalco. 

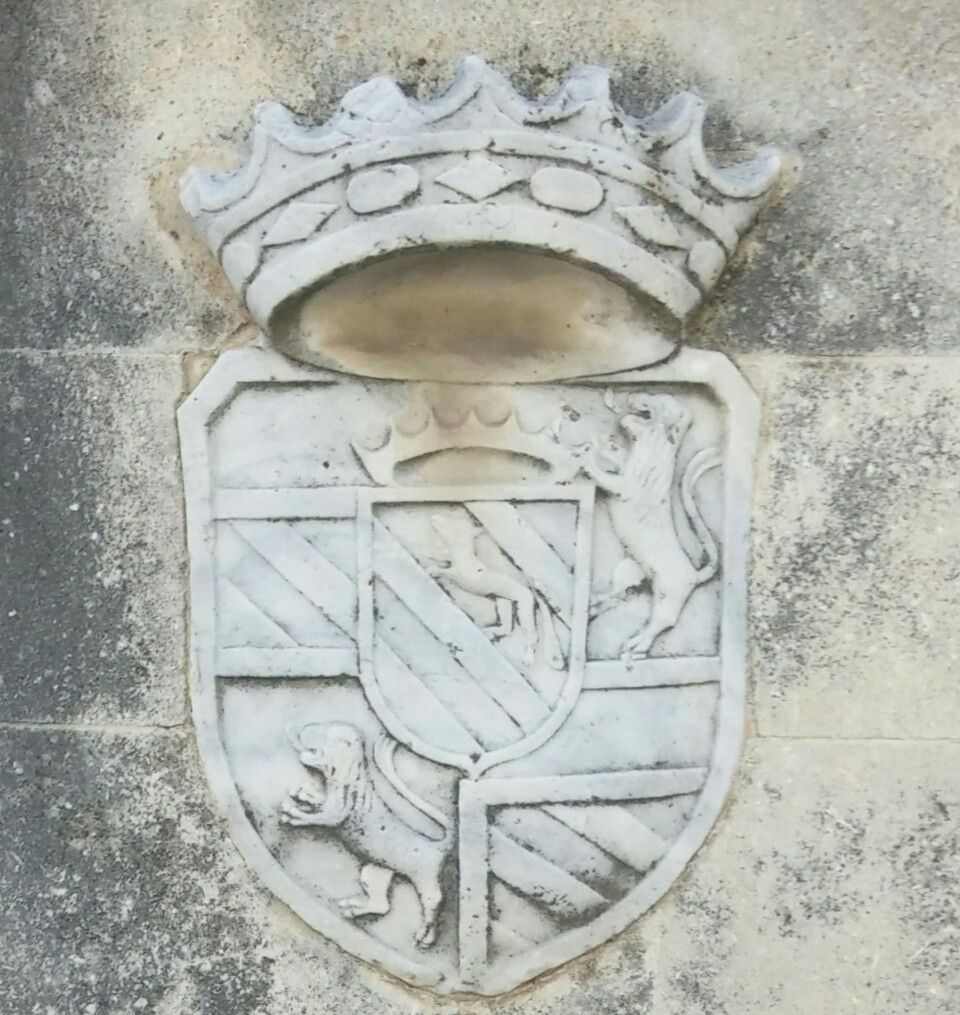
Stemma ducale di Fabrizio Caracciolo sul basamento della sua statua all'ex palazzo Ducale. Formato dall'unione degli scudi dei Caracciolo Pisquizi (di Oppido) e dei Ravaschieri di Girifalco.

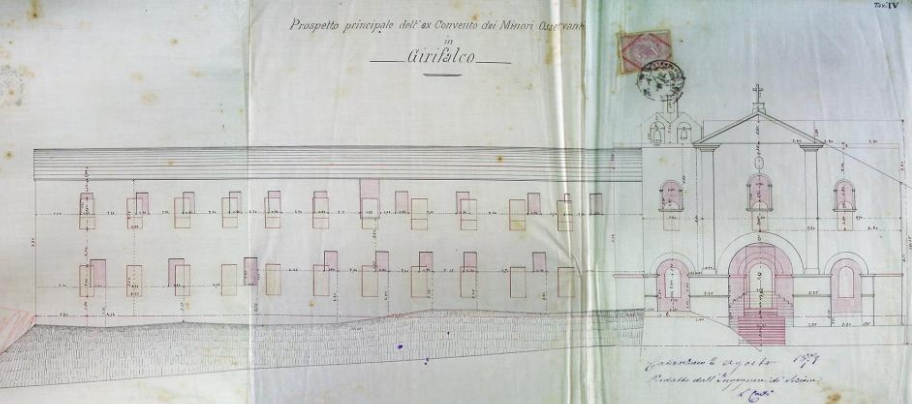
Prospetto principale dell'ex convento dei frati minori di Girifalco con annessa la chiesa di Sant'Antonio

Fabrizio Caracciolo, che al di fuori del suo feudo, nella capitale del Regno, fu reggente della Gran Corte della Vicaria, titolo che si era meritato per aver partecipato al fianco del viceré di Napoli alla rivolta napoletana del 1647-1648, consigliere del Sacro Regio Consiglio, comandante del presidio militare di Pizzofalcone e inoltre fu governatore di Messina è stato duca di Girifalco dal 1634 al 1683 e divenne artefice di un periodo fiorente per il suo Ducato consolidandone lo sviluppo socio economico con la presenza dell'universitas e dell'istituzione feudale. Diede un grande impulso alle attività artigianali, in particolar modo alla concia delle pelli (attività che fu prolifica a Girifalco fino alla metà del XX secolo) e la produzione di pergamene. Il duca fondò, nel 1635, il convento di Sant'Antonio (divenuto nel XIX secolo, ospedale psichiatrico) e lo concesse ai frati minori riformati che, per ringraziarlo, nel 1669 fecero erigere una statua in suo onore, dallo scultore napoletano Bartolomeo Mori, e la collocarono all'interno del convento stesso (trasferita in epoche successive presso l'ex palazzo Ducale). Espanse anche i confini territoriali acquistando nel 1636 il feudo di Prateria (giurisdizione di Galatro), nel 1642 la baronia di Ioppolo e il casale di Coccurino (subito venduti dopo due mesi dall'acquisto al barone di Monterosso) e nel 1672 Torre di Spadola (Torre di Ruggiero) venduta nel 1686. Nel 1655 convertì la fortificazione di epoca normanno-sveva, risalente al XIII secolo, nel palazzo Ducale.

#### I terremoti del XVII secolo e la distruzione del borgo antico
Nel corso del '600 Girifalco venne colpita da tre forti eventi tellurici che di fatto danneggiarono e distrussero la terra vecchia.. Il terremoto del 1626 causò la distruzione della maggior parte dell’abitato, che all'epoca era confinato ai soli Pioppi e Pietra dei Monaci, con il crollo di più di duecento case e delle chiese, la distruzione del palazzo del duca (riferimento ad Annibale Caracciolo, marito della duchessa Ravaschieri) nella parte vecchia, il danneggiamento della torre di difesa con la sua grande fortezza sempre nella parte antica e si crearono profonde aperture nel terreno visibili anche a molti anni di distanza, come descritto nella consulta della Regia Camera della Sommaria a ottobre dello stesso anno:
(Archivio di Stato di Napoli - Consulta della Camera della Sommaria relativa alla richiesta dell’Università di Girifalco di esenzione fiscale in seguito ai danni causati dal terremoto del 4 aprile 1626 - Napoli 13 ottobre 1626)
L'evento costrinse il popolo a edificare le abitazioni in una zona nuova verso l'attuale piazza Vittorio Emanuele II a ovest così come i duchi, che all'epoca erano Virginia Ravaschieri e Annibale Caracciolo che, una volta distrutto il loro palazzo nella parte antica del borgo, trasferirono la famiglia nella struttura di epoca normanno-sveva risalente al XIII secolo (trasformata nel 1655 in palazzo signorile da loro figlio, il duca Fabrizio Caracciolo), ossia l'odierno ex palazzo Ducale sito sulla collina a nord-ovest e antistante il convento dei domenicani (odierna chiesa Matrice).
Il terremoto del 1638 danneggiò nuovamente il centro antico (Pioppi e Pietra dei Monaci) causando il crollo della maggior parte delle case, dell'antica torre e della vecchia chiesa Matrice, la quale venne successivamente ricostruita e causò l’apertura in un monte (tra il colle Misigonì e il colle Pietra dei Monaci) tanto che quella parte del paese venne descritta come non più visibile, essendo stata inghiottita dalla terra. La torre menzionata, già danneggiata seriamente dal precedente sisma, era un'antica torre, situata in località Pioppi o Pietra dei Monaci, parte di una fortificazione sull'antica cinta muraria (visibile ancora in alcune parti della rupe Pietra dei Monaci) che difendeva l'antico borgo e della quale faceva parte anche il palazzo Spagnuolo che fungeva da fortilizio. Il duca Fabrizio Caracciolo aveva ristrutturato e abbellito Girifalco, dopo il sisma del 1626, ma in seguito venne danneggiato nuovamente nel 1638 e la parte nuova del paese, costruita dopo il terremoto del 1626, non subì danni a differenza della parte antica (Pioppi e Pietra dei Monaci) colpita duramente per la seconda volta nel secolo:
(Lutio d'Orsi, I terremoti delle due Calavrie fedelissimamente descritti dal Sig. Lutio D’Orsi di Belcastro come testimonio di veduta, 1640)
La citazione della torre e di una fortezza, site nella parte antica del borgo, spiegano la presenza di una fortificazione nello stemma cittadino che fu realizzato nel XVII secolo.
Il terremoto del novembre del 1659 distrusse quasi completamente la parte vecchia del borgo, già danneggiata pesantemente dal precedente sisma del 1638. Il paese era censito per 150 fuochi (famiglie) e la parte nuova, costruita dopo il terremoto del 1626, non subì danni gravi mentre la parte vecchia fu danneggiata per la terza volta nel corso del secolo. Crollarono, infatti, delle case, le chiese, tra le quali nuovamente la chiesa Madre della terra vecchia (Pioppi) e parte del convento dei domenicani situato poco fuori dall'abitato.

#### Espansione urbana nella seconda metà del XVII secolo

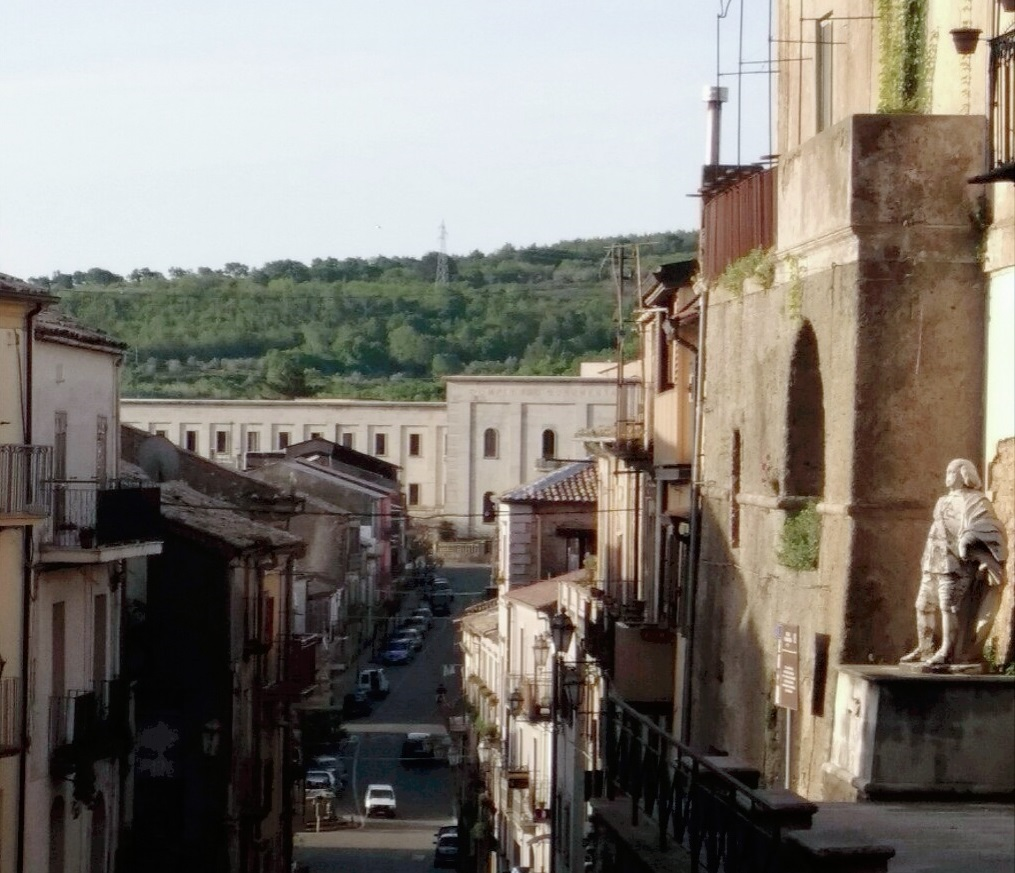
Veduta dall'ex palazzo Ducale al Complesso Monumentale, già ospedale psichiatrico e convento dei frati minori riformati.

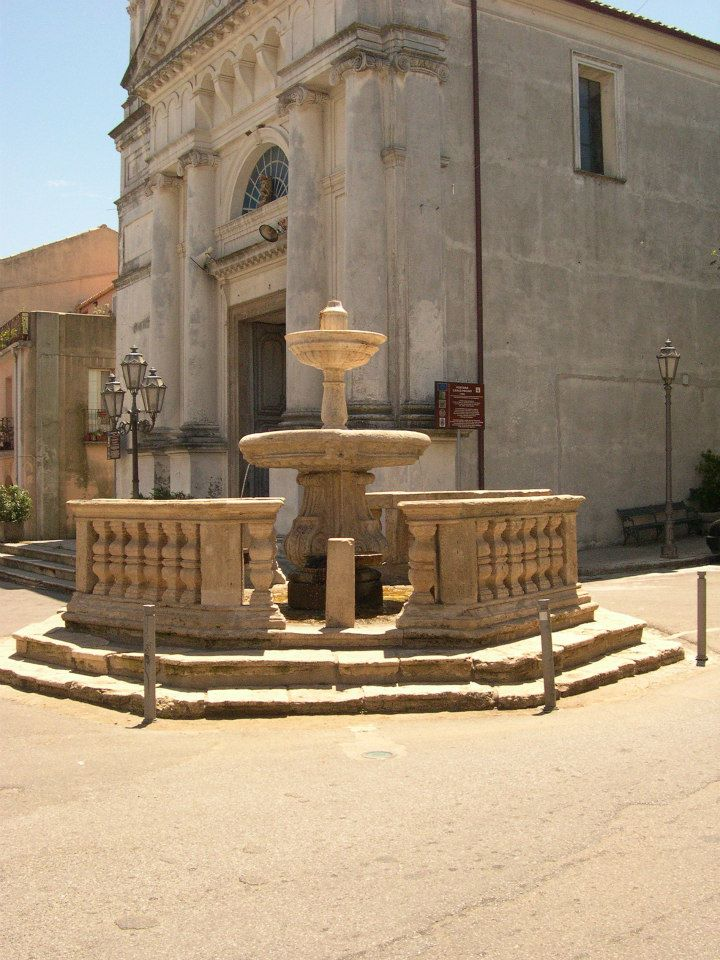
Fontana Carlo Pacino

Dopo i tre eventi tellurici del '600 iniziò l'espansione urbana al di fuori della zona più antica del borgo. Contemporaneamente al duca Fabrizio Caracciolo, il sindico (syndicus = sindaco) Carlo Pacino, a capo del consiglio dell'universitas dal 1663 al 1668, fece realizzare delle opere di grande importanza come la monumentale fontana barocca nel 1663 recante il suo nome, la prima Casa Comunale nel 1665 e la riedificazione della chiesa di San Rocco nel 1666. Inoltre, dopo il 1660 venne ricostruita la chiesa Matrice della terra vecchia (Pioppi). Nel XVII secolo dunque il centro abitato si andava sempre di più espandendo e vi era la presenza di diverse importanti strutture sia religiose che civili: tre conventi, quello dei padri predicatori (domenicani), quello dei frati minori riformati e quello fuori le porte di San Nicola de Montibus nelle contrade adiacenti al bosco Farnoso; le chiese maggiori erano cinque, la Matrice dei Pioppi con la limitrofa chiesa dell'Immacolata, la chiesa di San Rocco, la chiesa di Sant'Antonio del convento dei frati minori riformati e la chiesa di Santa Maria delle Grazie del convento domenicano (chiesa Matrice attuale); la prima Casa Comunale, il palazzo Ducale e la fontana Barocca. In quel periodo venne anche realizzato lo stemma della città, che richiamava la fortezza, con sopra un falco, che sorgeva nella parte più antica del borgo.
Il frate Giovanni Fiore da Cropani nella sua opera storiografica, Della Calabria illustrata, nel XVII secolo scriveva su Girifalco:
(Giovanni Fiore da Cropani, Della Calabria illustrata, 1691)
Il frate descrisse la grande antichità del luogo guardando le tante costruzioni presenti nella parte antica del borgo (rione Pioppi e Pietra dei Monaci) che erano oramai delle macerie a causa dei terremoti nel corso del secolo e la traslocazione del centro abitato verso ovest e nord-ovest sia per gli eventi sismici e per l'espansione urbana nella seconda metà del XVII secolo voluta dal duca Fabrizio Caracciolo e dal sindaco Carlo Pacino.

#### Il Ducato di Nicola Maria Caracciolo
Dopo la morte del duca Fabrizio Caracciolo ereditò il Ducato il nipote Nicola (Cola) Maria (1653-1736), figlio di Maria Virginia (1630-1666), unica erede del duca deceduta precedentemente al padre, che aveva sposato il marchese di Gioiosa Francesco Maria Caracciolo (1632-1696) il quale per nomine maritali aveva ottenuto tra le altre quella di duca consorte di Girifalco. Il duca Nicola Maria fu il terzo duca ereditario (ex matre) di Girifalco e nei primi anni del XVIII secolo ingrandì il patrimonio feudale acquistando nel 1700 le Baronie di San Demetrio, Stefanaconi e nel 1711 la Baronia di San Floro. In questo periodo il Ducato di Girifalco raggiunse la sua estensione massima, circa 200 km², formato da otto tra centri e terre oltre a Girifalco capitale dello stato feudale: il Ducato di Orta, il Marchesato di Gioiosa, le Baronie di San Floro, San Demetrio, San Vito, Stefanaconi, Galatro e il Casale di Lucenadi (Cenadi) che insieme superavano i 12 000 abitanti.
Nel 1703 il Ducato di Girifalco veniva così descritto:
(Giovan Battista Pacichelli, Il Regno di Napoli in prospettiva diviso in dodeci provincie, 1703)
Durante la guida feudale del duca Nicola Maria, Grande di Spagna di prima classe dal 1713 e feudatario evoluto e anticonformista molto vicino agli ambienti della cultura transalpina, nel 1723 a Girifalco venne fondata una loggia massonica denominata Fidelitas in Saeculis, che anche secondo la versione storica del GOI sarebbe la prima nata sul suolo Italico (all'epoca sul suolo del Regno di Napoli), grazie al potere e prestigio della casata Caracciolo e soprattutto del duca Nicola Maria, all'epoca settantenne, da decenni frequentatore degli ambienti oltre Napoli e il suolo italiano, nascita che è provata da un documento rinvenuto nel 1921 in cui si legge:
(Rocco Ritorto, Tavole Massoniche)

#### Gli ultimi duchi e fine del Feudo
Il Ducato di Nicola Maria durò fino al 1736, anno della sua morte e visto che il figlio Francesco Antonio (1694-1735), prossimo in successione, premori al padre un anno prima, a succedergli fu il nipote Gennaro Maria Caracciolo (1720-1766) che fu il quarto duca di Girifalco. Durante la sua ducea, nel 1750 Girifalco aveva due parrocchie, una nella vecchia chiesa Matrice dei Pioppi (retta dall'arciprete) e l'altra nella chiesa di San Rocco. C'erano due conventi (domenicani e frati minori con le rispettive chiese), altre due chiese (l'Immacolata adiacente alla Matrice dei Pioppi distrutta insieme ad essa e l'Addolorata) e inoltre c'erano tre confraternite. In quell'anno il borgo contava 647 famiglie (fuochi) con 2 759 abitanti. Il duca Gennaro per alcune ragioni offuscò la memoria di suo nonno il duca Nicola Maria e soprattutto dell'avo materno, il duca Fabrizio Caracciolo. Si era meritato la fama di tiranno per aver rinchiuso, spacciandola per morta e celebrandole i funerali sostituendola con una statua di cera, la moglie, la duchessa donna Olimpia Colonna Barberini nelle segrete del palazzo Ducale di Girifalco avendola sorpresa, forse, in presenza di un nobile. Venne liberata dopo che due frati, di uno dei due conventi sopracitati, udirono i suoi lamenti da un piccolo lucernario delle segrete del palazzo e trascorse il resto della sua vita in un monastero.
Al duca Gennaro, deceduto nel 1766 senza eredi, successe la sorella Margherita (1719-1802) che divenne la quinta duchessa di Girifalco fino al 1802. Essendo l'ultima del suo ramo, da lì a poco con la sua morte, scomparvero i Caracciolo di Girifalco dopo quasi due secoli e subentrarono i Piccolomini d'Aragona per il matrimonio della duchessa con don Pompeo, Grande di Spagna, principe di Maida e duca di Amalfi. La duchessa Margherita fu anche l'ultima intestataria sia per diritto che di fatto delle terre del feudo di Girifalco a causa delle leggi eversive della feudalità che sarebbero state emanate nel 1806 ed è ricordata soprattutto per aver fatto grandi donazioni alla chiesa di San Rocco, in particolare alla cappella di San Michele con il relativo altare, su cui i Caracciolo esercitavano il ius patronatus e donò anche un vestito rinascimentale alla statua della Madonna della chiesa del Rosario.

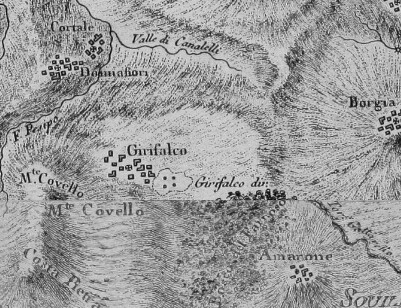
Atlante Geografico del Regno di Napoli (1788-1812). Girifalco e dintorni dopo il terremoto del 1783 (in tratteggiato le zone diroccate dopo il sisma).

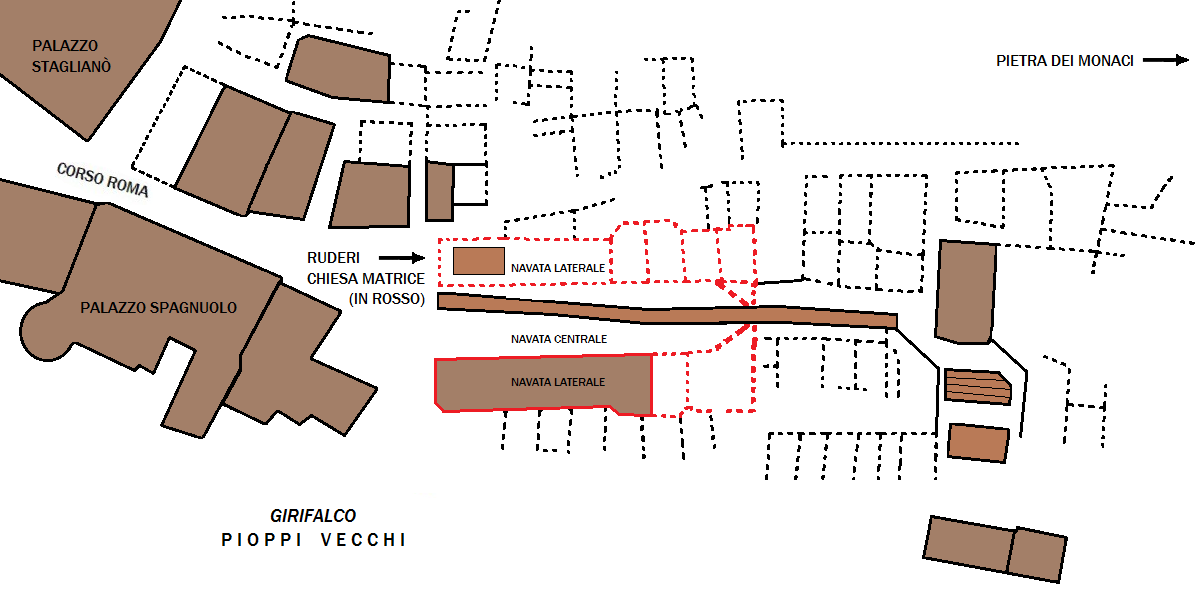
Rione Pioppi Vecchi. In rosso tratteggiato sono indicativamente sottolineati i ruderi delle mura perimetrali della chiesa Matrice distrutta dal terremoto del 1783.

Sul finire del XVIII secolo un altro terremoto colpì gravemente la Calabria, quello del 28 marzo 1783, con epicentro proprio tra Girifalco e Borgia. Il centro venne distrutto o danneggiato gravemente, soprattutto il rione Pioppi con la chiesa Matrice (già danneggiata pesantemente nel terremoto del 1638) che si decise di non ricostruire. Per il graduale abbandono dei Pioppi a causa del sisma e per l'espansione del borgo in direzione della collina del convento dei padri domenicani (odierna piazza Umberto I), si decise di trasferire le funzioni di Matrice alla chiesa di quel convento, essendo in una zona più centrale.
Negli ultimi anni del '700 il Regno di Napoli decise di andare verso la soppressione e l'incameramento del patrimonio ecclesiastico, che rimase alla mercé degli avvenimenti politici insieme ai beni del feudo, causando delle tensioni all'interno della società girifalcese perché i due conventi assieme alle chiese rappresentavano un punto di riferimento economico con l'affitto di terre e mulini o prestiti di denaro. Inoltre, nel 1799, i Borbone fuggirono a Palermo, mentre a Napoli nacque la Repubblica Partenopea, alla quale aderirono numerosi comuni della Calabria. Girifalco ebbe entrambi gli schieramenti, poiché fu fedele sia alla nuova Repubblica sia ai Borbone. Alcune spedizioni di girifalcesi, comandate da Vincenzo Nicotera detto "alfiere", si unirono al Cardinale Ruffo nel reggimento Real Ferdinando del suo Esercito Sanfedista, il quale si stava dirigendo verso Napoli contro i francesi per far cadere la Repubblica. Viceversa, alcuni facoltosi cittadini girifalcesi (don Ferdinando Migliaccio, il dottore chimico Vincenzo Migliaccio, il dottore fisico Raffaele Tolone, i notai Pierantonio Maccaroni e Vincenzo Luigi Zaccone e il sacerdote D. Vitaliano Staglianò) massoni e seguaci di Raffaele Settembrini avevano partecipato alla nascita della Repubblica Partenopea nel 1799 e per tale motivo furono messi alla pena capitale nel 1801 in una piazza a Napoli.
Nel frattempo l'amministrazione feudale di Girifalco fu temporaneamente affidata alla famiglia Magno Oliverio. La duchessa Margherita morì nel 1802 e le successe la figlia Anna Maria Piccolomini d'Aragona (1748-1812), sesta duchessa e ultima feudataria per diritto di Girifalco. Nel febbraio del 1806 Giuseppe Bonaparte invase il Regno di Napoli e attuò le leggi eversive della feudalità decretando la fine dei feudi, compreso quello di Girifalco che vide così definitivamente la fine del suo Ducato.

#### Cronologia dei duchi di Girifalco
Il titolo di Duca di Girifalco fu creato da Filippo IV di Spagna nel 1624, in favore dell'allora baronessa di Girifalco Virginia Ravaschieri Fieschi dei conti di Lavagna.
Elenco dei duchi di Girifalco, per diritto e di fatto, dal 1624 al 1812:
- Virginia Ravaschieri, dal 1624 al 1634;
- Fabrizio Caracciolo, dal 1634 al 1683;
- Nicola Maria Caracciolo, dal 1683 al 1736;
- Gennaro Maria Caracciolo, dal 1736 al 1766;
- Margherita Caracciolo, dal 1766 al 1802;
- Anna Maria Piccolomini d'Aragona, dal 1802 al 1812 (dal 1806 solo per diritto a causa delle leggi eversive della feudalità);

### Ottocento e novecento
Nel decennio francese (1806-1815) Girifalco divenne comune della Calabria Ulteriore con la legge del 4 maggio 1811, venendo assegnata insieme a San Floro, che faceva parte del suo antico Ducato, al circondario di Borgia all'interno del distretto di Catanzaro. Dunque, nei primi anni dell'ottocento si chiude l'epoca Ducale, importante era che ha segnato la storia girifalcese e del suo stato feudale.
La duchessa Anna Maria morì ultima della sua casata nel 1812 e si era unita in matrimonio con la famiglia Pignatelli dei duchi di Monteleone passandole tutta la titolatura nobiliare dell'estinta casata dei Caracciolo di Girifalco.

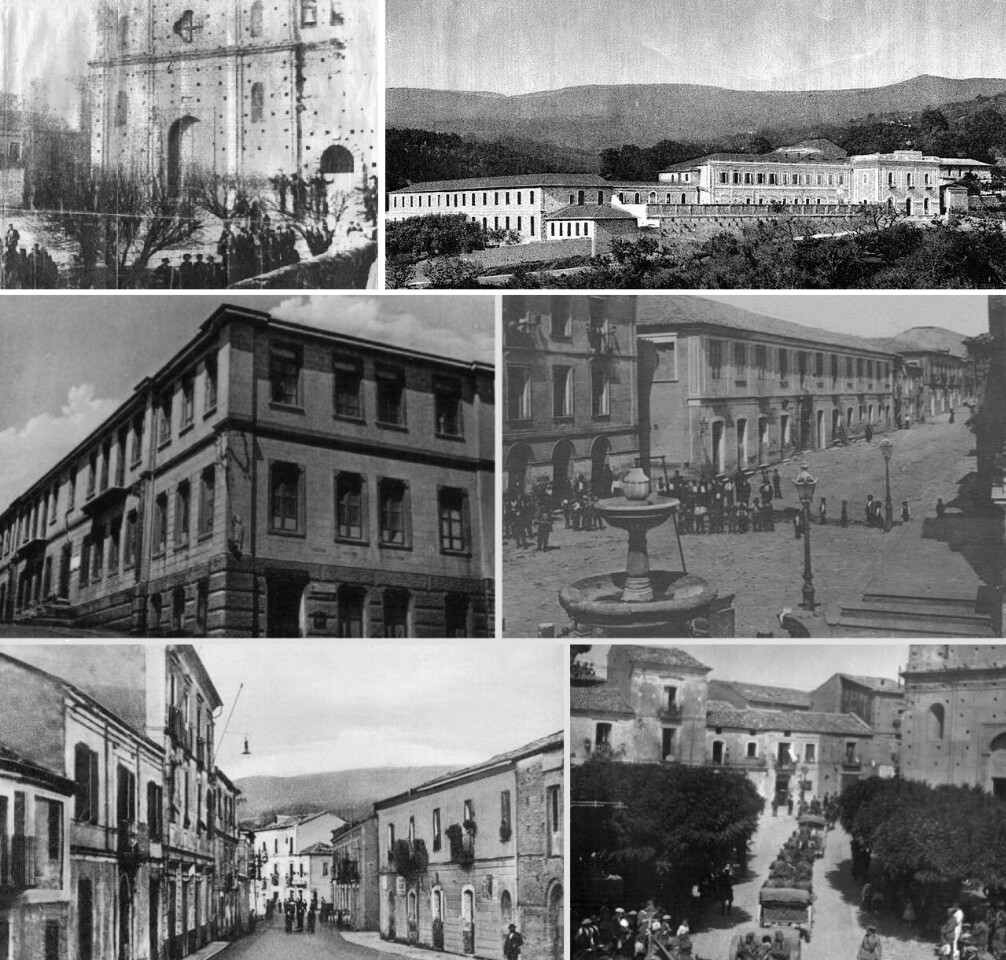
Fine ottocento e prima metà del novecento. In alto: chiesa Matrice nel 1870 e il manicomio provinciale; al centro: Municipio e piazza Vittorio Emanuele II; in basso: corso Garibaldi (all'epoca entrata nord del centro) e piazza Umberto I attraversata dall'esercito nel 1944.

Durante il Regno delle Due Sicilie (1816-1861) ci furono dei cittadini girifalcesi rivoluzionari che parteciparono ai moti di Napoli del 1821 e soprattutto a quelli del 1848. Nel mese di febbraio del 1848 a Girifalco arrivò la carboneria con la nascita di una setta denominata Gioventù Italica e Fratellanza, istituita da Don Francesco Magno Oliverio e Don Francesco Pristipini. Quest'organizzazione preparò l'insurrezione cittadina, fece abbattere il muro del convento domenicano allargando l'allora piano di Santa Maria, che in seguito sarà denominato piazza Tommaso Campanella e più in avanti piazza Umberto I, e si rendeva protagonista di numerose cospirazioni contro il governo borbonico per i disagi che affliggevano la popolazione, infatti, dopo vari tumulti cittadini un comitato allestito nella chiesa di San Rocco organizzò una spedizione di volontari che partì per Filadelfia, dove era stanziato un accampamento delle armate di rivoluzione della provincia di Catanzaro, con il compito di ostacolare i movimenti dell'esercito borbonico guidato dal generale Nunziante che stava per approdare e collocare una base operativa a Monteleone.

#### Istituzione dell'ospedale psichiatrico

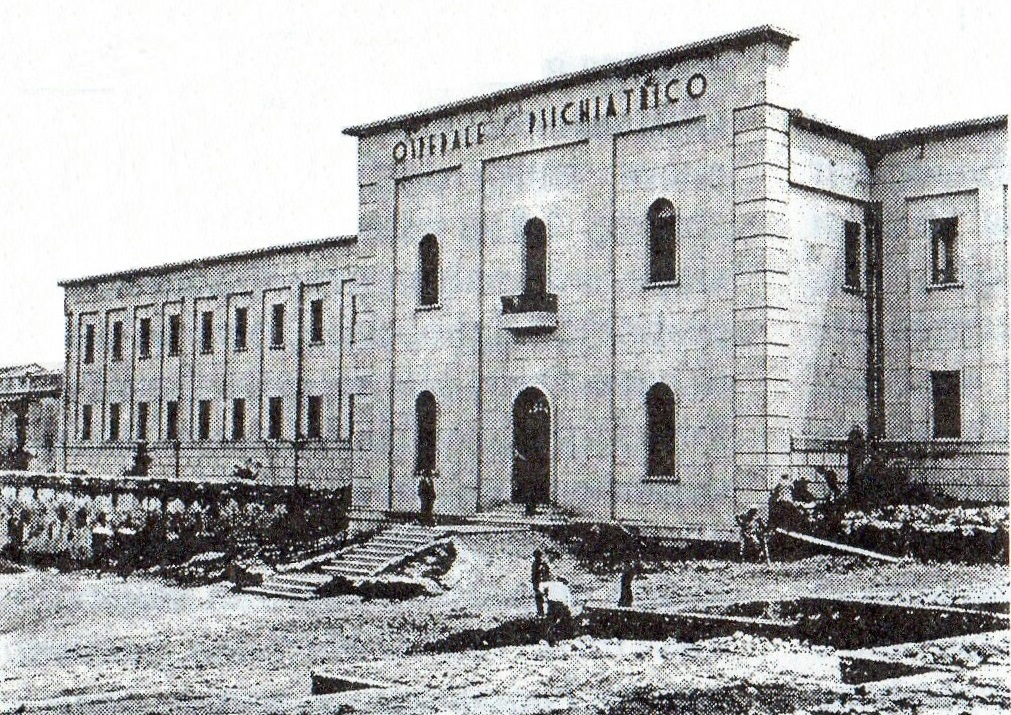
L'ospedale attorno al 1940

In seguito all'unità d'Italia, negli anni '70 del XIX secolo, il prefetto di Catanzaro Colucci fu promotore dell'istituzione di un manicomio interprovinciale nella Calabria. Dopo la verifica di varie strutture presenti in altri comuni più o meno nella zona (Chiaravalle Centrale, Soverato, Maida, Borgia, Squillace, San Vito sullo Ionio e Badolato), nel 1878 venne ritenuto idoneo il convento di Sant'Antonio dei frati minori riformati di Girifalco costruito e donato a quei frati dal duca Fabrizio Caracciolo nel 1635. L'amministrazione dell'epoca lo offrì alla provincia con la grande area verde circostante e venne così trasformato in manicomio interprovinciale. L'ospedale rappresentò una grande fonte di beneficio per Girifalco, dando inizio allo sviluppo e alla modernizzazione dell'economia cittadina, facendola passare dal settore primario (agricoltura, allevamento, ecc.) al terziario.

#### Il sisma del 1905
Nei primi anni del XX secolo il terremoto del 1905 causò danni abbastanza gravi e gli edifici rimasero più o meno gravemente danneggiati con diversi danni in base al luogo e alla conformazione del terreno. Il rione Pitagora (Parrieri), situato su rocce cristalline compatte, restò quasi immune formando un’oasi rispetto ai quartieri vicini, mentre i rioni Pioppi e Santa Domenica rimasero gravemente danneggiati con il crollo di molte case, mentre nel resto del borgo i danni furono molto meno gravi. La chiesa arcipretale Santa Maria delle Nevi, la quale da un secolo circa era stata convertita da chiesa conventuale a chiesa Matrice, ebbe il tetto completamente divelto e delle lesioni gravi in vari punti, motivo per il quale venne chiusa al culto e riaperta dopo anni di ristrutturazioni nelle quali venne considerevolmente modificata la facciata la quale perse il suo stile barocco.

Nel 1928 sotto l'amministrazione del sindaco/podestà Vincenzo Fragòla venne terminato il palazzo Municipale, costruito al posto della vecchia caserma dei Carabinieri. Agli inizi degli anni ‘70 del '900, si temette per la smobilitazione dell’ospedale, grande, complessa ed importante istituzione per Girifalco. L'allora arciprete cittadino Mons. Francesco Palaia (1895-1985), illustre studioso e religioso, fece suonare le campane delle chiese per mobilitare la protesta affinché l’ospedale non venisse spostato.

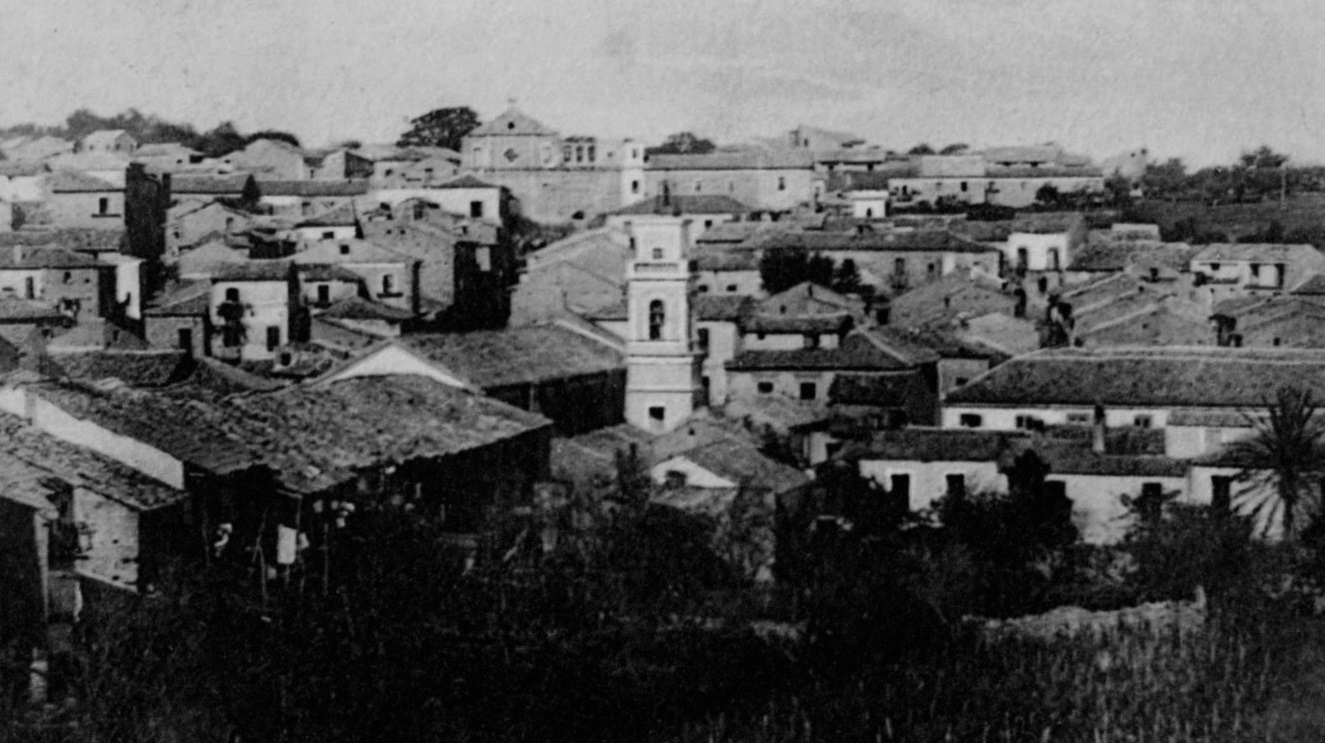
Fine '800 e inizio '900. In fondo la vecchia facciata barocca della chiesa Matrice.
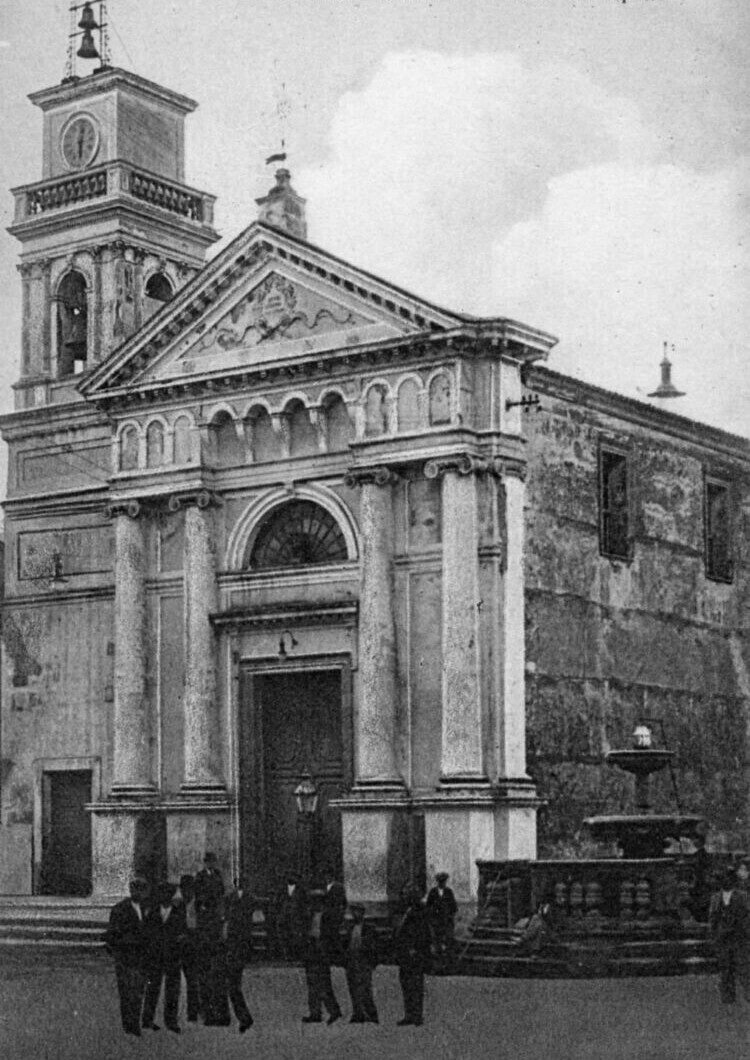
Chiesa di San Rocco tra fine '800 e inizio '900
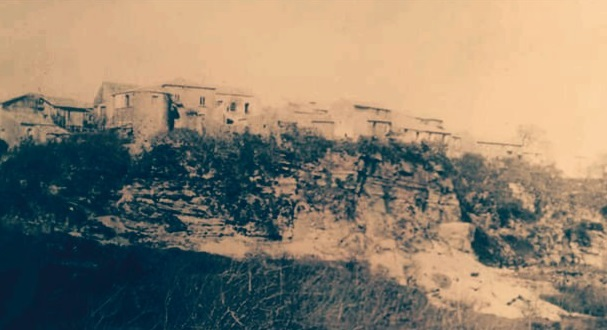
Rione Pioppi nei primi del '900
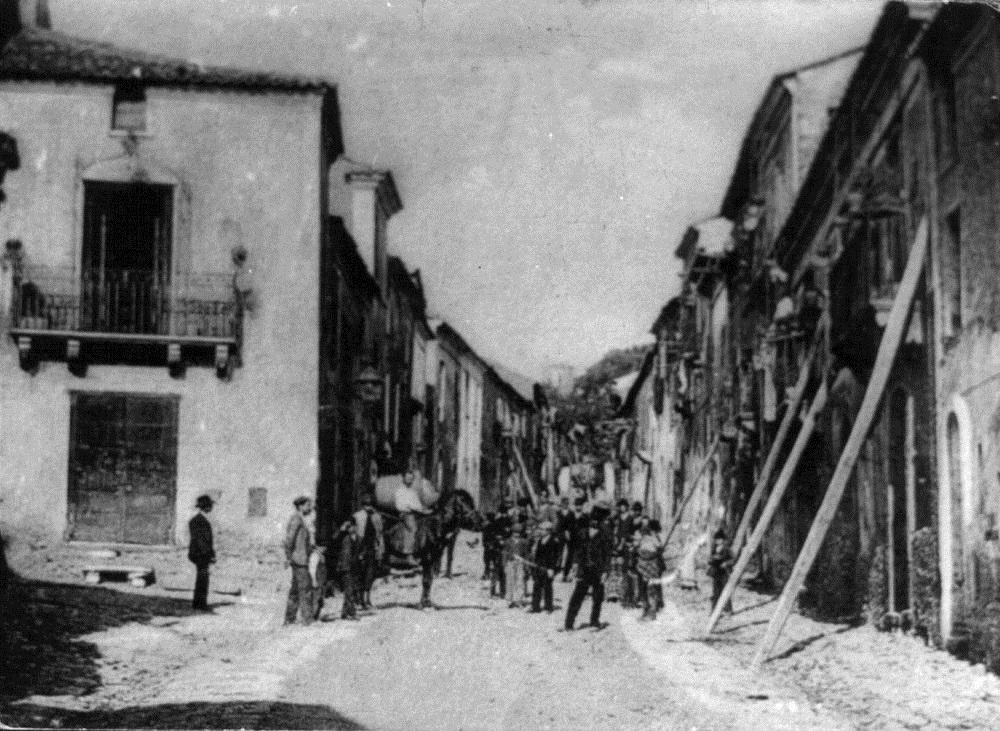
Viale Marconi (Croci) all'epoca viale Colucci, dopo i danni del terremoto nel 1905.
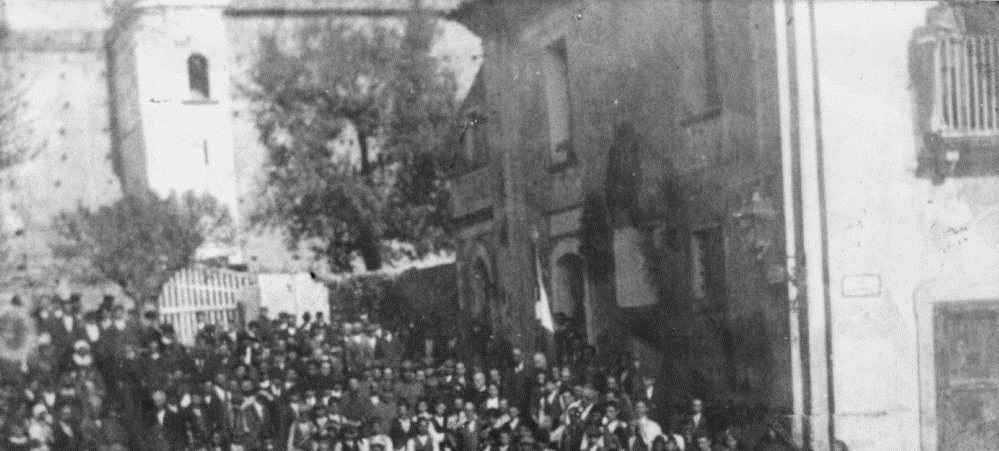
1921, ex caserma dei Carabinieri (destra) sulla quale venne costruito il palazzo Municipale.
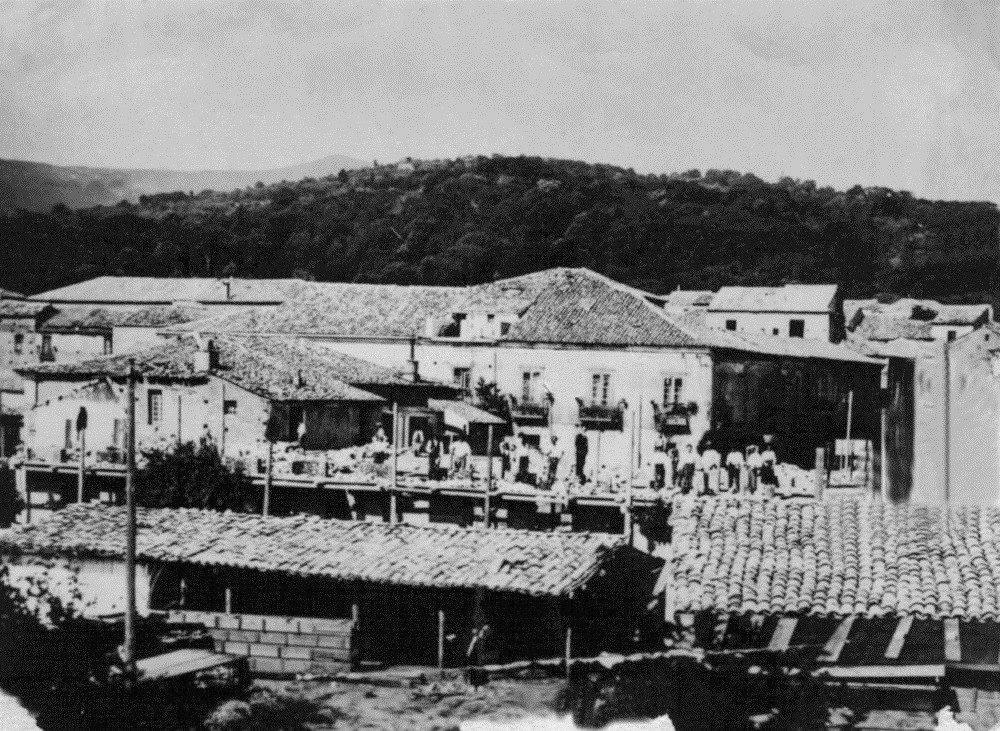
Costruzione del palazzo Municipale (1928). Al centro l'ex palazzo Ducale.

### Stemma araldico
Lo stemma araldico di Girifalco raffigura tre torri sorvolate da un falco.

Nello stemma araldico venne accolta la tradizione dalla quale pare discenda il nome della cittadina girifalcese, che vuole un falco volteggiante che si erge ad ali spiegate nel cielo dall'alto di un complesso di tre torri.
(Blasonatura del gonfalone)

## Monumenti e luoghi d'interesse

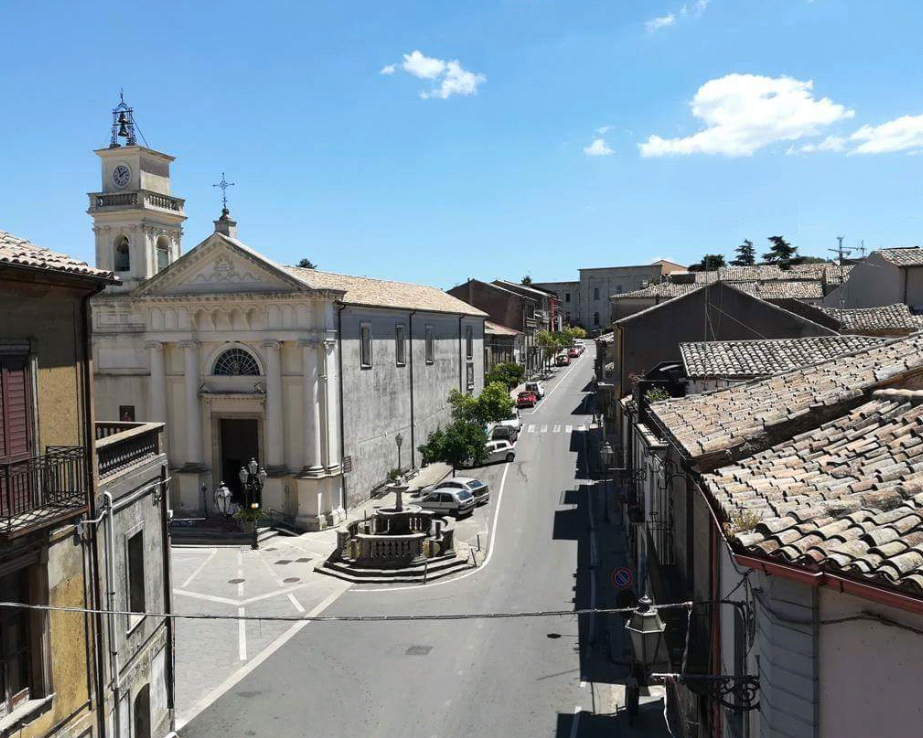
Piazza Vittorio Emanuele II, chiesa di San Rocco, fontana Carlo Pacino.

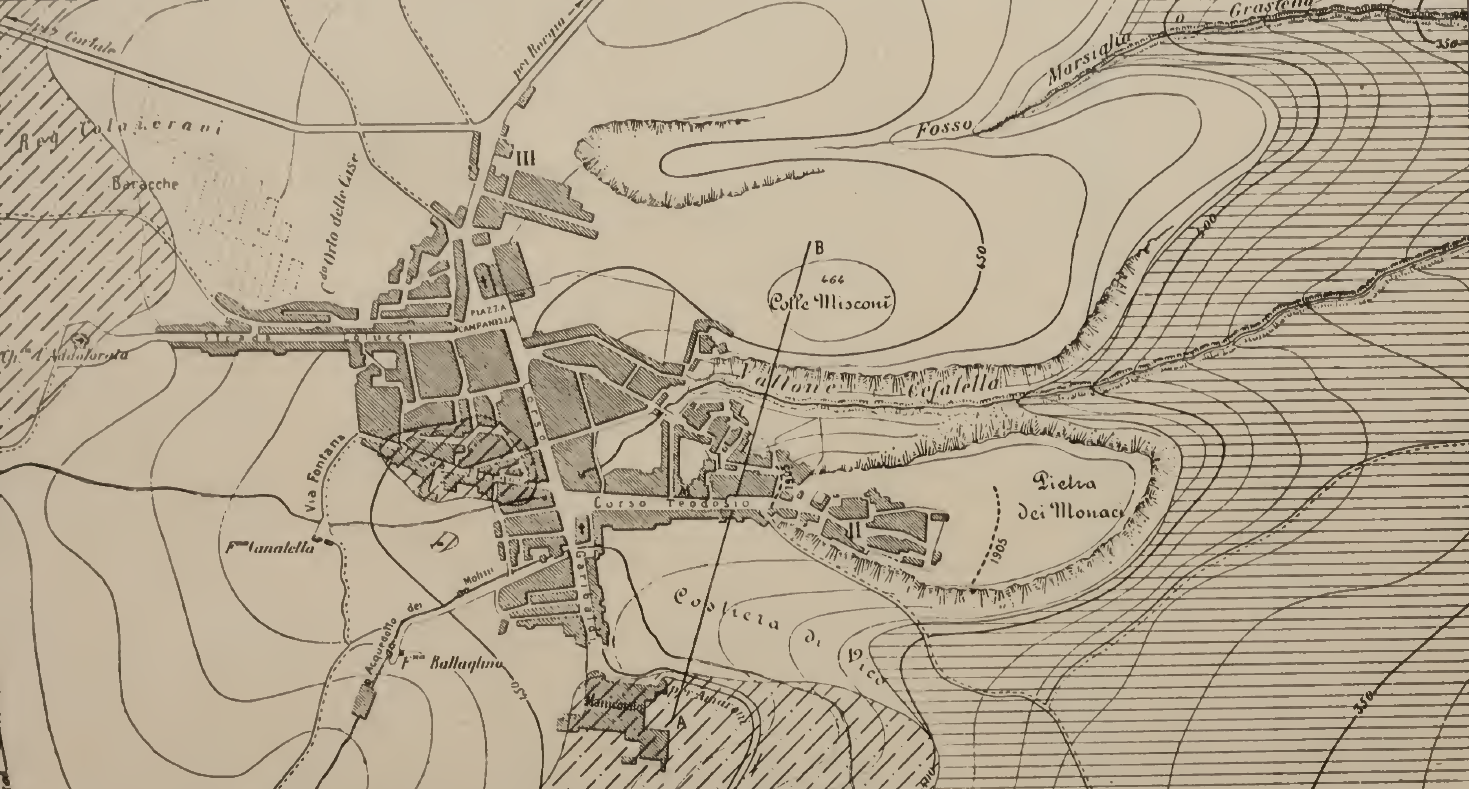
Cartina di Girifalco dei primi del '900 corrispondente all'attuale centro storico dal Complesso Monumentale (sud) al principio del corso Garibaldi (nord)

Il centro storico è compreso tra quattro punti: a sud dal Complesso Monumentale, a sud-est dai Pioppi, a nord dall'inizio del corso Garibaldi e a nord-ovest dal viale Marconi. L'area del centro storico si sviluppa su più livelli di altezza ed è attraversata da due corsi principali, corso Garibaldi e corso Roma (ex corso Teodosio), e da via Marconi (in direzione della chiesa dell'Addolorata) che si intersecano all'altezza delle due piazze principali, piazza Vittorio Emanuele II (piazza San Rocco) e piazza Umberto I (già piano di Santa Maria e piazza Campanella).

Nelle parti più interne è una fitta rete di vicoli tra antichi palazzi e abitazioni e nel suo caratteristico disegno urbanistico sono visibili soprattutto le tradizioni e l'architettura del '600 e del '700 del periodo feudale e Ducale che hanno contribuito alla costruzione e all'espansione urbana, ma sono anche evidenti i segni dei tanti terremoti che hanno colpito Girifalco e il territorio confinante, distruggendo molte costruzioni e danneggiandone altre, che in fase di ricostruzione sono state spesso modificate notevolmente. Sono altresì presenti delle architetture ottocentesche (perlopiù palazzi privati) e dei primi del '900 (palazzo del Municipio), concentrati nei pressi delle due principali piazze, ed edifici più recenti sul corso Roma e sul corso Garibaldi.

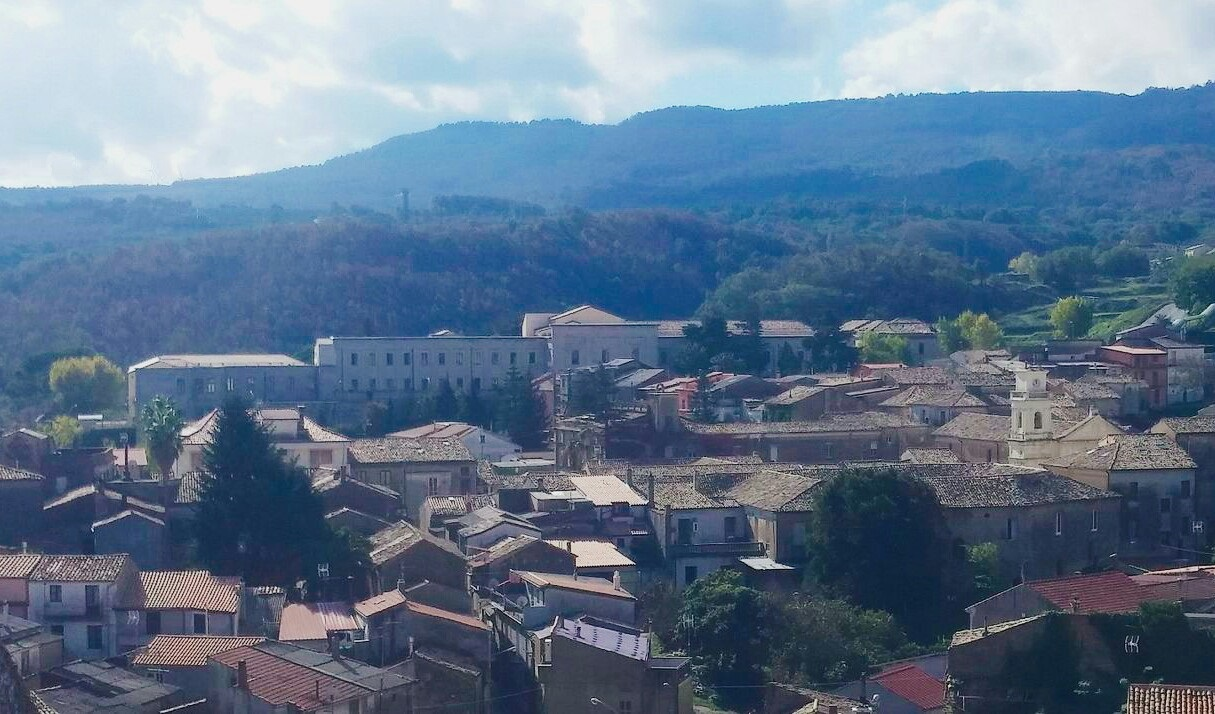
Panorama su una parte del centro storico
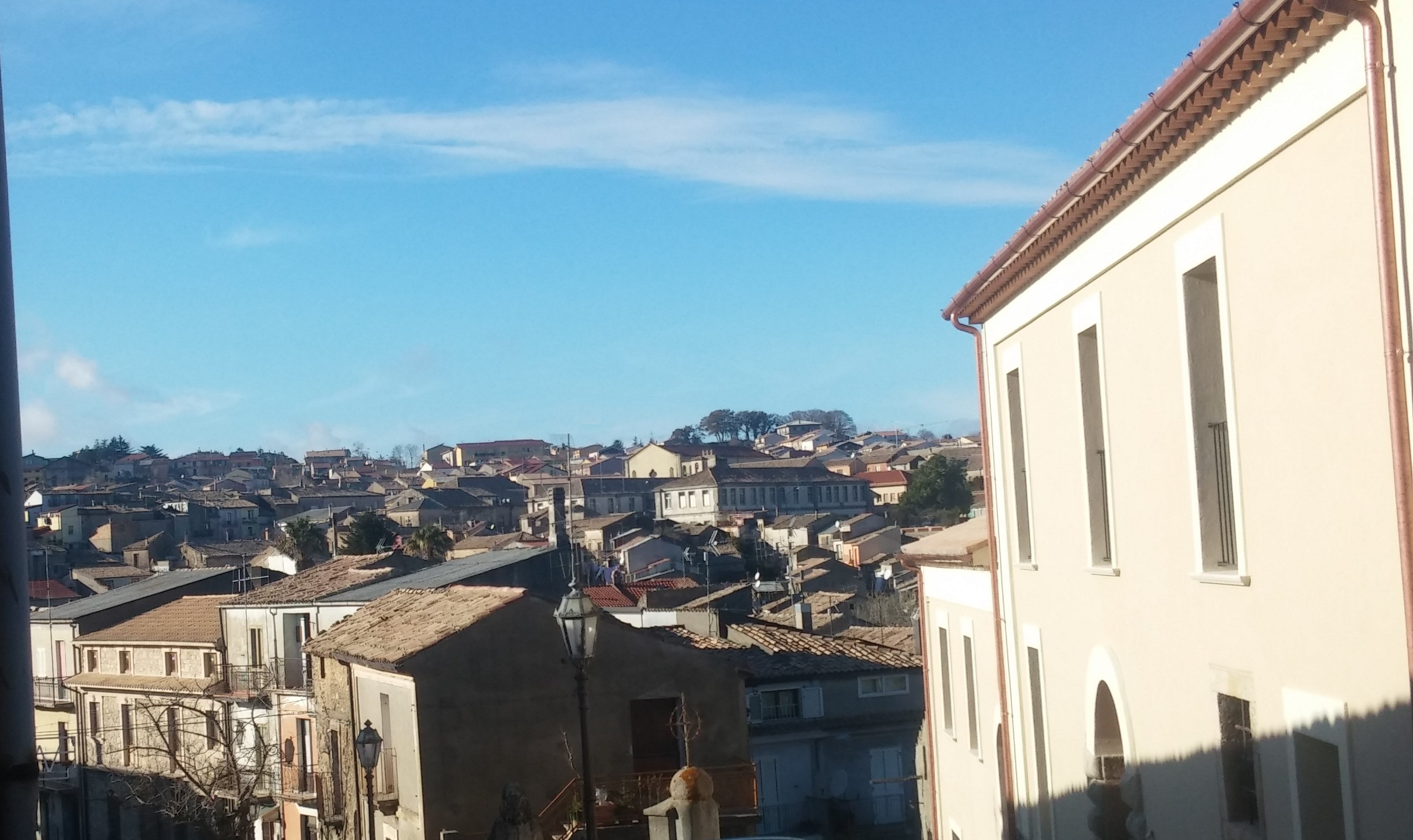
Veduta del centro storico dalle porte del rione Pioppi
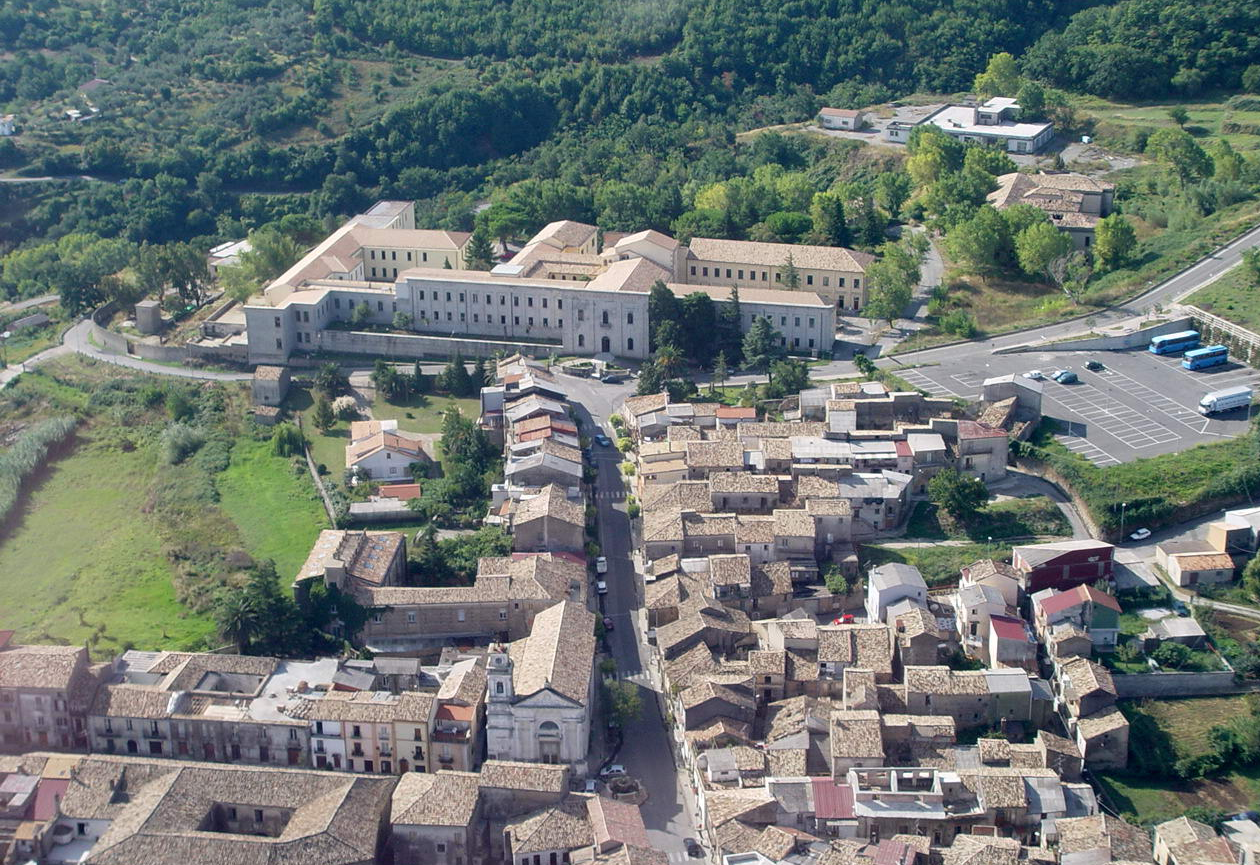
Corso Garibaldi, corso Roma, piazza Vittorio Emanuele II e Complesso Monumentale dall'alto.
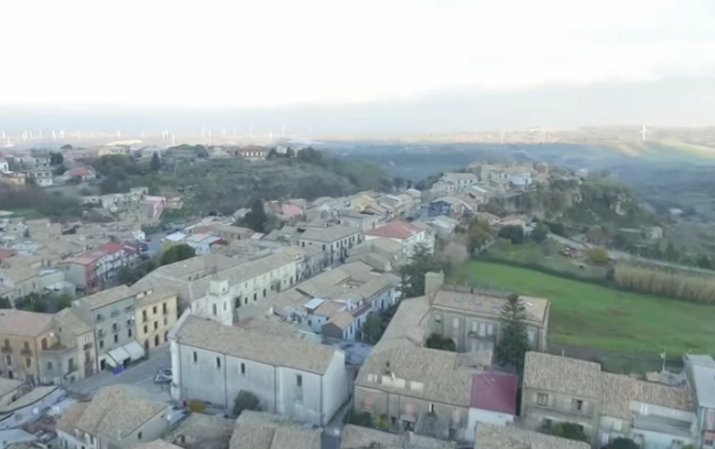
Corso Roma e piazza Vittorio Emanuele II dall'alto

### Architetture religiose

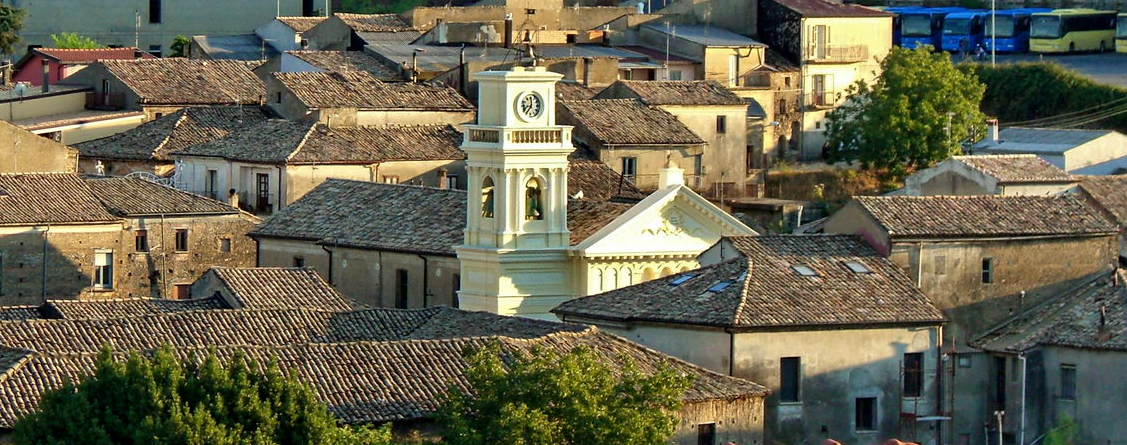
Torre campanaria della chiesa di San Rocco

Prima del terremoto del 1783 Girifalco aveva sei edifici religiosi: la chiesa di San Rocco (fino al 1657 di San Michele Arcangelo), la chiesa Matrice Santa Maria delle Nevi del rione Pioppi, la chiesa di Santa Maria delle Grazie del convento domenicano (odierna Matrice), la chiesa di Sant'Antonio del convento dei riformati (odierno Complesso Monumentale), la chiesa dell'Addolorata e la chiesa dell’Immacolata del rione Pioppi.
Di queste, due sono state distrutte dal sisma sopracitato (la Matrice dei Pioppi con la vicina chiesa dell'Immacolata le quali non hanno una datazione a causa della documentazione assente), mentre le due chiese dei conventi: quella di Sant'Antonio che risaliva al 1635, fu soppressa dopo l'arrivo dei francesi a inizio '800 e la struttura (ormai seriamente danneggiata dal terremoto) venne convertita in ospedale psichiatrico alla fine di quel secolo, mentre quella dei domenicani risalente al 1548 fu adibita a nuova chiesa Matrice e parrocchiale nel 1809 col titolo di Santa Maria delle Nevi (ereditato dalla vecchia chiesa Matrice dei Pioppi). La chiesa di San Rocco, fino al 1657 di San Michele Arcangelo (antico patrono del paese), non ha una datazione certa e venne riedificata nel 1666, mentre l'Addolorata risulta fondata originariamente nel XV secolo ed era forse più estesa visto il vicino muro retrostante con portale che fa pensare a una piccola struttura conventuale della quale si sono perse le tracce.
Curiosamente quattro di esse, la diruta Matrice dei Pioppi, la chiesa del convento dei riformati (oggi corrispondente all’entrata principale del Complesso Monumentale), la chiesa del convento dei domenicani (odierna Matrice) e la chiesa dell’Addolorata erano e sono tutte rivolte con la facciata verso l’odierna chiesa di San Rocco (fino al XVII secolo di San Michele Arcangelo).
Dunque, le prime fondazioni delle chiese attuali sono quasi tutte antecedenti al XVIII secolo ad eccezione della chiesa del Rosario che venne costruita tra la fine del '700 e l'inizio dell'800 e della chiesa dell'Annunziata che risale alla stessa epoca. Gli edifici religiosi sono quasi tutti concentrati nel centro storico.

#### Chiesa di San Rocco

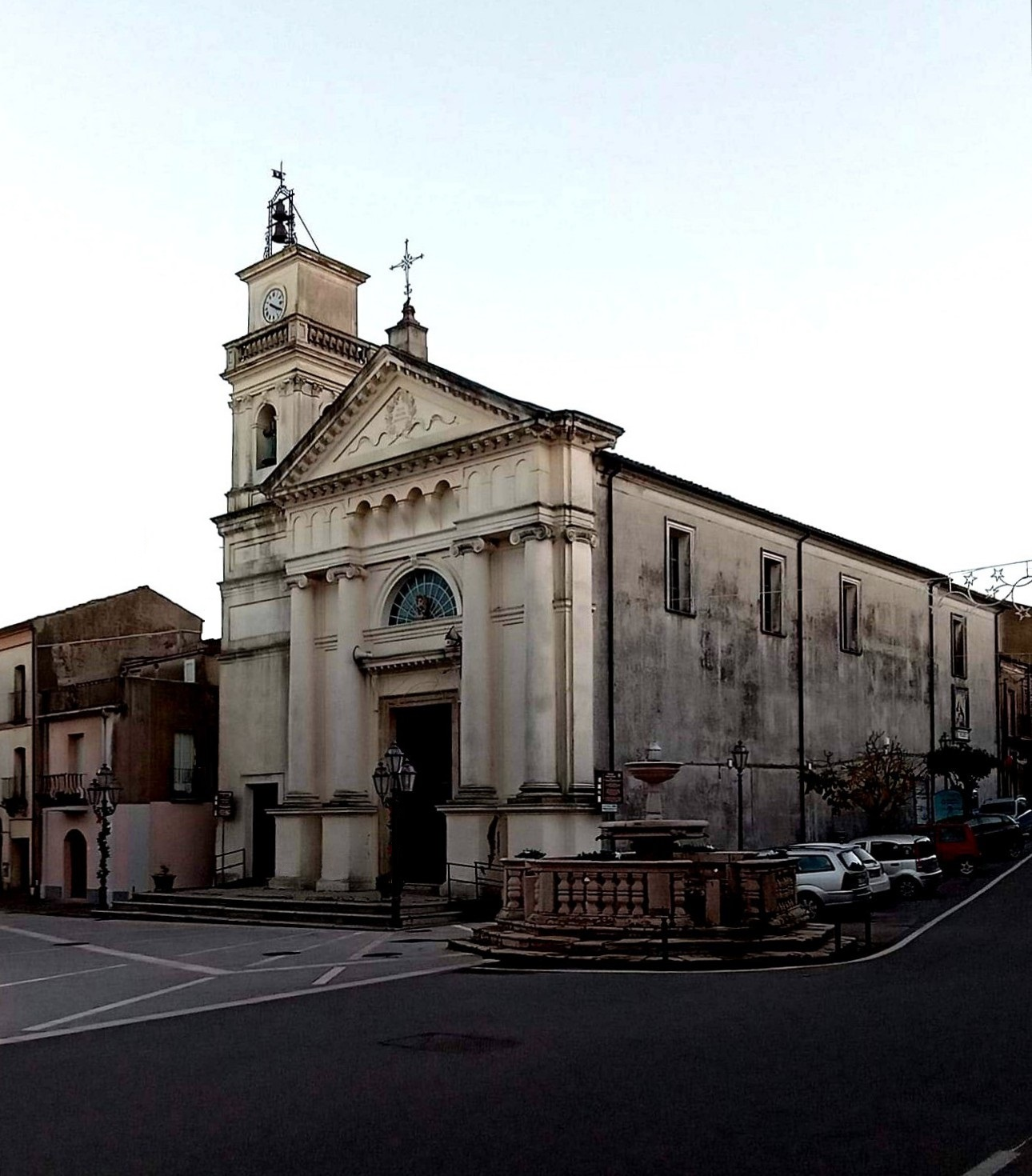
La chiesa vista dal corso Garibaldi

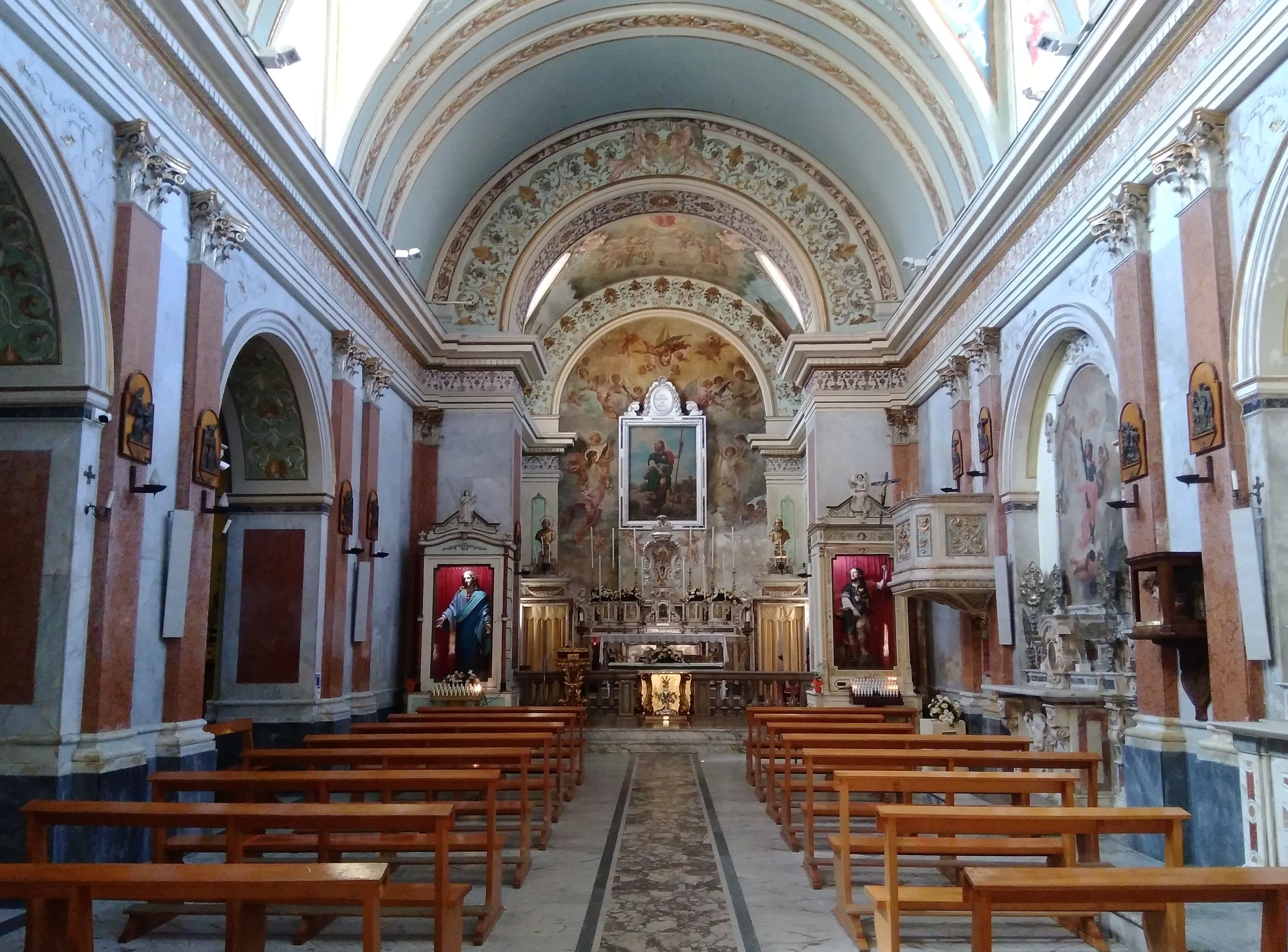
Navata centrale

Chiesa rettoriale, situata in piazza Vittorio Emanuele II, gioiello di architettura barocca tutelata dal Ministero per i beni culturali e ambientali che custodisce la pregevole statua di San Rocco. In passato era dedicata a San Michele Arcangelo, antico patrono fino al 1657, venendo dedicata al santo di Montpellier dopo la peste del 1656. L’antica chiesa, di maggiori proporzioni dell’attuale venne distrutta dal terremoto del 1659 (in alcune fonti è riportato un terremoto nel 1654 ma in quell'anno, in Calabria, non ci sono stati eventi rilevanti documentati) e venne riedificata nel 1666. Secondo la leggenda invece venne fondata dopo il ritrovamento di un'effige del Santo di Montpellier tra gli arbusti di un pantano nel luogo dove in seguito fu innalzata la chiesa.

#### Chiesa Matrice Santa Maria delle Nevi

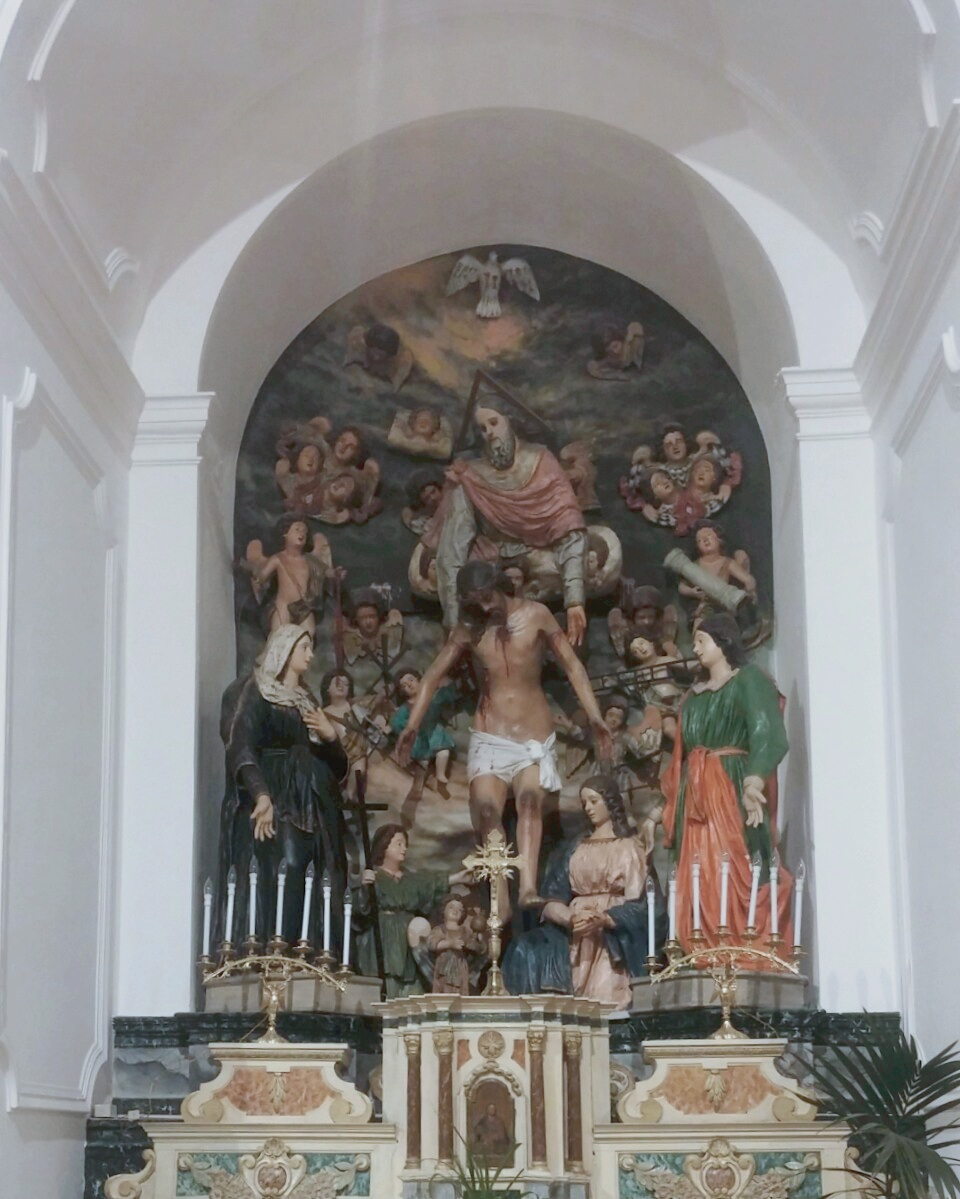
Antico gruppo di passione

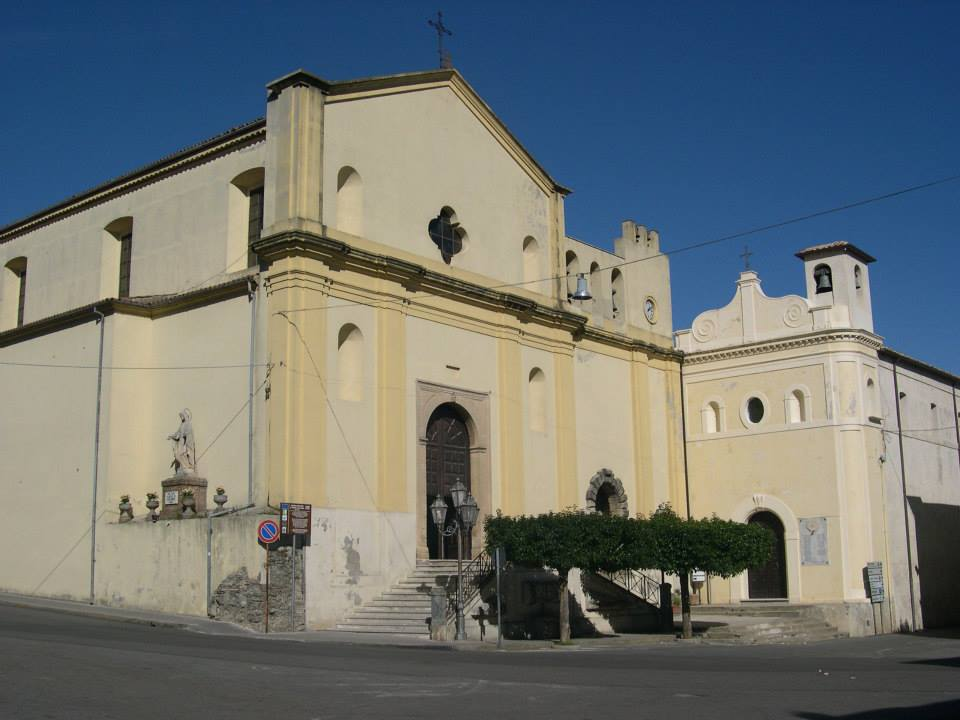
Chiesa Matrice (sinistra) e chiesa del Rosario. Dal 1548 al 1783 costituivano il convento domenicano di Girifalco.

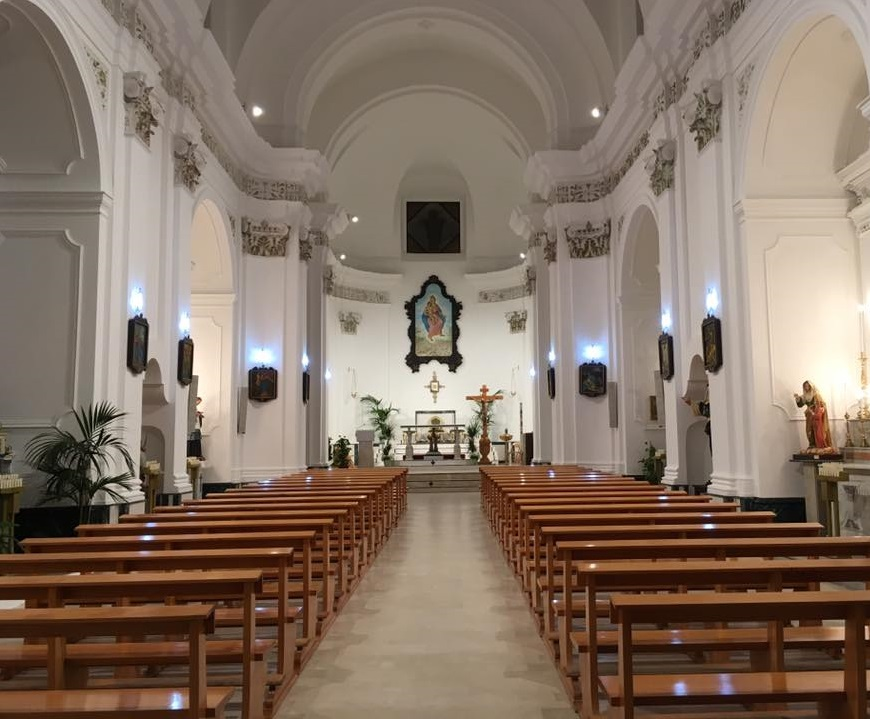
Interno

È la chiesa parrocchiale del centro, la sua prima fondazione risale al XVI secolo ed è dedicata alla Madonna delle Nevi (titolo che ha ereditato dalla distrutta chiesa Matrice del rione Pioppi Vecchi). Sul finire del XVIII secolo venne riedificata sul sedime della chiesa di Santa Maria delle Grazie del convento dell'ordine dei frati predicatori (domenicani), costruito nel 1548 per volere del vescovo Lauro, della quale erano rimasti in piedi soltanto i muri perimetrali essendo stata quasi distrutta dal terremoto del 1783. Il progetto di ricostruzione fu ideato e seguito dall'architetto Ermenegildo Sintes, allievo di Vanvitelli, ma i lavori non furono completati e venne anche trasformato il suo progetto iniziale riducendo le proporzioni della chiesa. Della vecchia struttura del convento dei domenicani esistono ancora oggi interessanti ruderi e arredi, tra i quali l'ampio giardino interno delimitato dalle antiche mura con al suo interno il pozzo e la fossa comune per le sepolture. La facciata un tempo era di stile barocco ma attualmente presenta uno stile tipicamente moderno essendo stata ristrutturata nei primi anni del '900, dopo il terremoto del 1905, e ancora nella prima metà di quel secolo perdendo in parte il suo antico splendore (è stata eliminata, ad esempio, la seconda trabeazione al di sopra della monofora centrale e delle due nicchie superiori) e possiede un grande portale lapideo affiancato da due nicchie al quale si accede tramite una doppia scalinata. L'ingresso laterale è incorniciato in un portale bugnato e si trova nella struttura del campanile dove sono presenti tre campane e l'orologio. L'interno è tipicamente bianco sia per il richiamo al titolo stesso della chiesa, Madonna delle Nevi, e sia per il richiamo all'ordine dei domenicani, dai quali la chiesa deriva, il cui colore simbolo è il bianco. La grande navata è adornata da una serie di archi con fregi e capitelli dorati e sull'altare del Paradiso nella parte sinistra è presente un particolare e antico gruppo di passione che rappresenta l'ascensione di Cristo e che in passato si trovava all'interno del convento di San Antonio dei frati riformati (Complesso Monumentale). Il presbitero è sovrastato da un grande dipinto della Madonna delle Nevi che protegge dall'alto l'abitato di Girifalco innevato, opera di Domenico Cefaly (1932-2003) discendente di Andrea Cefaly e inoltre al suo interno la chiesa custodisce una statua policroma di San Rocco del XVII secolo proveniente da Montpellier, un quadro della Madonna della Neve opera di Luciano Ricchetti e il quadro ''Madonna del Garofano'' del XVII secolo.

#### Chiesa del Rosario
Chiesa della confraternita del Rosario adiacente alla chiesa Matrice e risalente al XVIII o XIX secolo, infatti, nella Lista di Carico della cassa sacra al capitolo Fabbriche Religiose non ne viene fatta alcuna menzione e la sua costruzione è, dunque, posteriore al terremoto del 1783, ossia in seguito alla ricostruzione della chiesa del convento dei domenicani la quale venne elevata a chiesa Matrice. Pertanto, i confratelli (la cui confraternita risale al 1692) che per lungo tempo furono ospiti del convento all'interno del quale vi era una cappella del Rosario, costruirono una nuova chiesa dedicandola alla Beata Vergine del Rosario. La chiesa venne realizzata sulle mura diroccate della vecchia spezieria (antica farmacia o erboristeria) del convento, presenta due navate in stile barocco, quella sinistra è celata all'interno del cortile del vecchio convento accessibile dalla chiesa Matrice, e sulla facciata il portale in pietra chiara è sormontato da una monofora circolare affiancata da due nicchie. Sulla sommità dell'arco centrale è visibile uno stemma dei frati domenicani.

#### Chiesa dell'Addolorata
La sua prima edificazione risale al XV secolo, epoca in cui era situata poco al di fuori del centro urbano prima che si espandesse in quella zona. Adagiata su una piccola collina, venne più volte riedificata nel tempo e l'attuali struttura e aspetto risalgono a dopo il terremoto del 1783. L'interno è composto da tre navate di piccole dimensioni abbellite da colonne e decori in oro. Al di sopra dell'altare, che è di color rosa antico e bianco, è riposta la statua della Madonna Addolorata. Sull'ala di sinistra si erge il campanile, mentre di fronte alla facciata ci sono delle interessanti icone sormontate da croci che raffigurano alcune scene del calvario di Gesù Cristo.

#### Chiesa dell'Annunziata
Risale al XVIII secolo. Nella Lista di Carico della cassa sacra, redatta dopo il terremoto del 1783, si rileva che in epoca antecedente al sisma al posto della chiesa attuale ne sorgeva un'altra, ossia una cappella rurale con delle proprie rendite. Infatti fino agli anni ’60 del XX secolo era fuori dal centro abitato, in mezzo agli ulivi in contrada Conella, prima che l'espansione urbana la circondasse.

### Architetture civili

#### Fontana Carlo Pacino

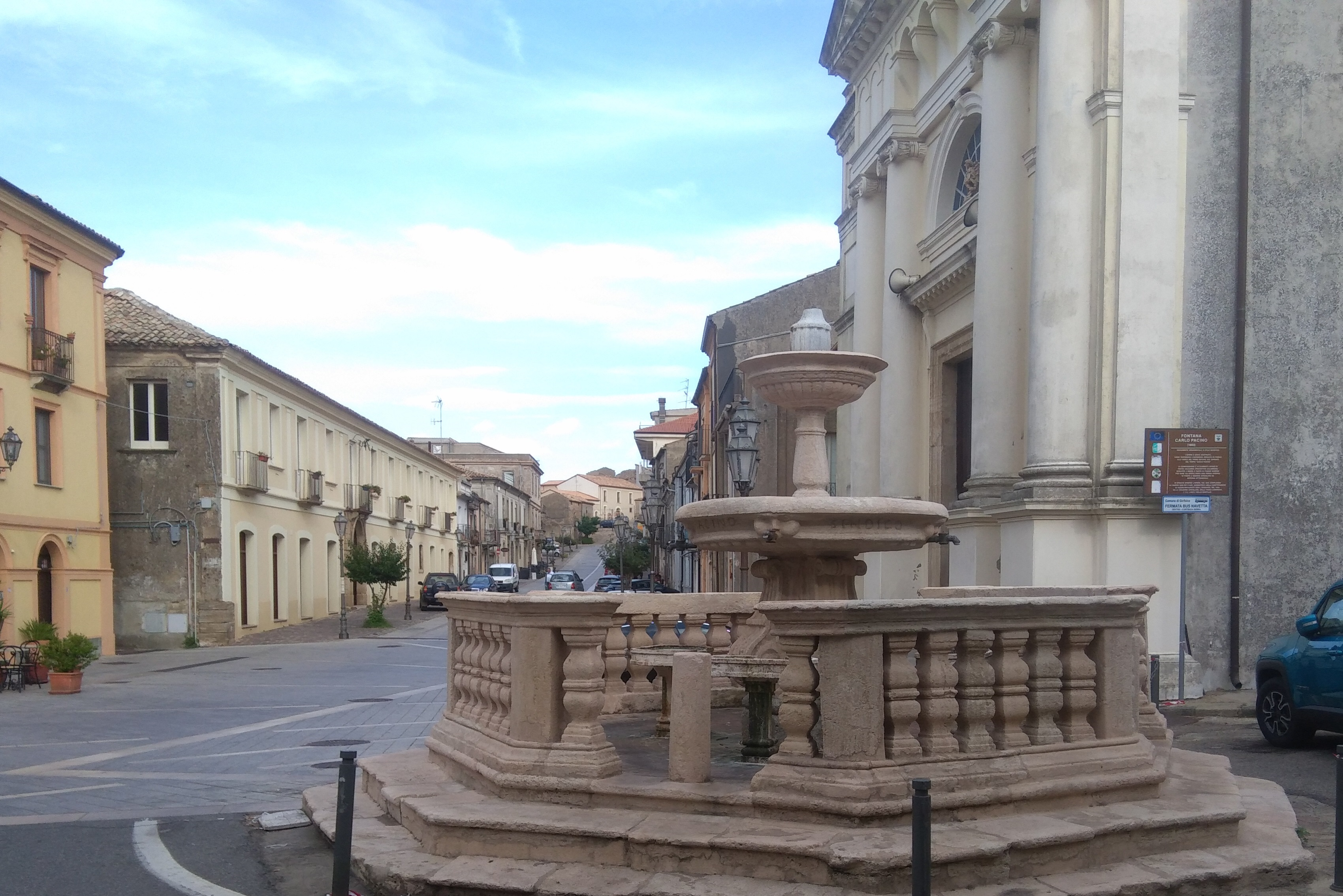
Fontana Barocca Carlo Pacino con il corso Roma sullo sfondo

La monumentale fontana barocca Carlo Pacino risalente al 1663, che prende il nome dal sindaco dell'universitas di Girifalco dell'epoca che volle la realizzazione e conosciuta anche popolarmente come Fontana del Diavolo è situata nel centro storico in piazza Vittorio Emanuele II a fianco della chiesa di San Rocco.

#### Complesso Monumentale (ex ospedale psichiatrico)

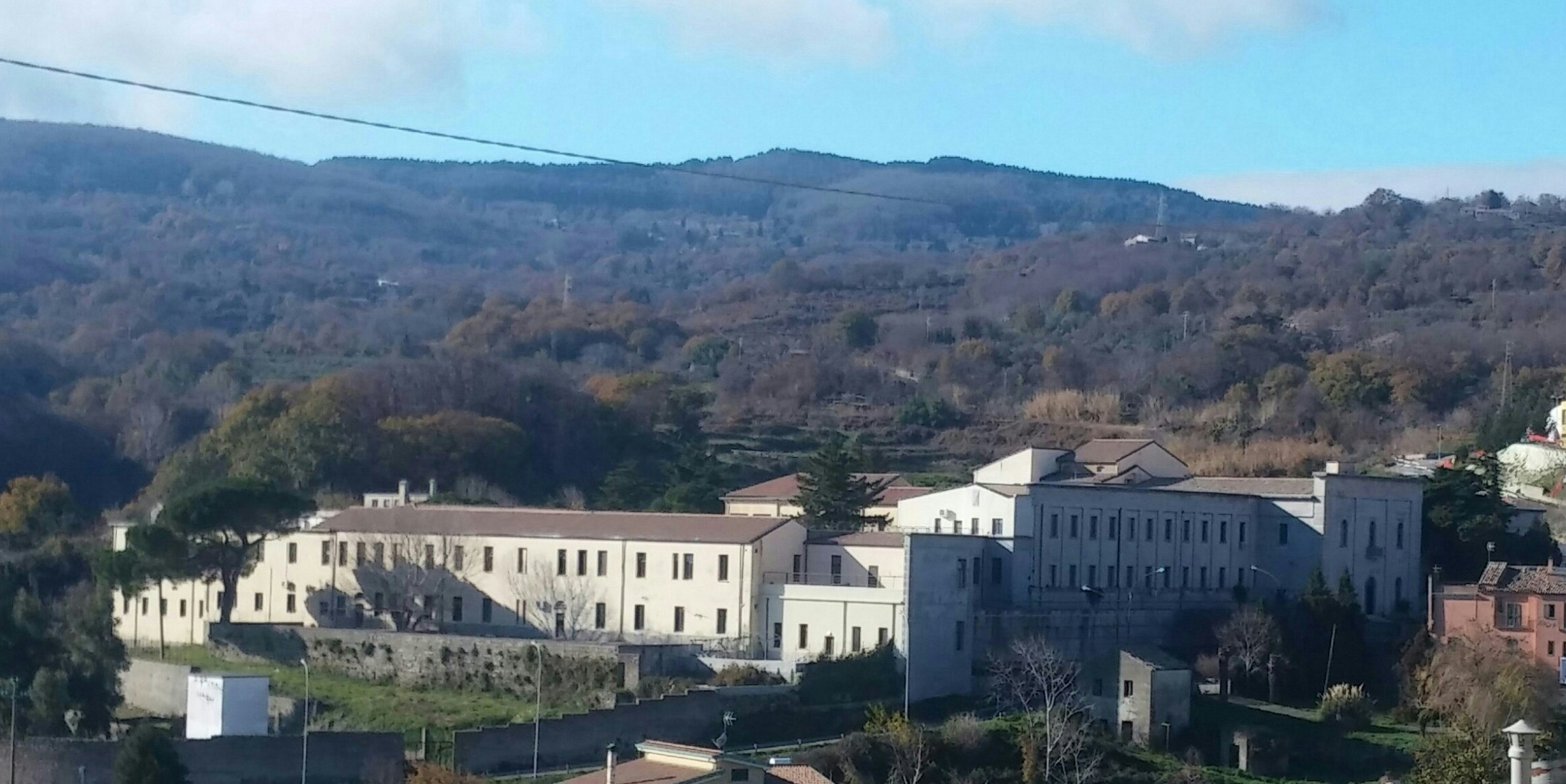
Complesso Monumentale

Imponente struttura del vecchio manicomio provinciale istituito nel 1881. In passato era il convento di Sant'Antonio dei frati minori riformati del XVII secolo (1635). Nel 1878 venne ritenuto idoneo per la conversione in manicomio dopo un lungo iter di selezione tra varie strutture di altri comuni e fu diretto inizialmente dallo psichiatra Dario Maragliano.
Attualmente ricopre le funzioni di: SRP (strutture residenziali psichiatriche), RSA (residenza sanitaria assistenziale), CTR (comunità terapeutiche riabilitative), CSM (centro di salute mentale), UVA (unità di valutazione per la malattia di Alzheimer).

#### Palazzi
Nel centro storico di Girifalco sono presenti diversi palazzi signorili concentrati all'interno o nei pressi delle due piazze principali, piazza Umberto I e piazza Vittorio Emanuele II e lungo i corsi Garibaldi e Roma.
- Prima Casa Comunale: palazzina risalente al 1665 in piazza Vittorio Emanuele II su corso Garibaldi, costruita al tempo del primo sindaco Carlo Pacino. Sulla facciata si può notare un antico stemma del comune, probabilmente il più antico esistente, mentre su un lato in un piccolo viottolo in alto c'è lo stemma del duca Fabrizio Caracciolo. Per lungo tempo è stata la sede dell'universitas e successivamente del comune, nonché biblioteca comunale; oggi al suo interno è presente un piccolo museo dell'epoca borbonica;
- Palazzo Municipale: edificato in piazza Umberto I su corso Garibaldi nel 1928 al posto di una caserma. Attualmente sede del comune e della biblioteca comunale, in passato ha ospitato un istituto di istruzione superiore. Ai due lati della scalinata che conduce al portone d'ingresso ci sono due leoni in pietra, testimonianza di quando il borgo era sotto l'amministrazione Ducale della casata Caracciolo Pisquizi, della quale il simbolo era il leone;
- Ex Palazzo Ducale: palazzo fortificato (lati sud, est) ubicato sul corso Garibaldi e in piazza Umberto I. Per lungo tempo è stato residenza signorile e risale al XIII secolo, costruito dopo la VI crociata come fortificazione, ne sono segni caratteristici una torre e delle mura di cinta dell'originale opera fortificata sulla parte posteriore e sul lato est, dove la struttura portante in pietra fa percepire le grandi proporzioni della costruzione. Venne in seguito trasformato in palazzo signorile dal duca Fabrizio Caracciolo nel 1655[16]. Fu di proprietà della famiglia Ravaschieri agli inizi del '600, dei Caracciolo nel '600, '700 e primi dell'800 e dei Magno Oliverio. Nel tempo ha subito diverse trasformazioni in particolare dopo il terremoto del 1783[118]. Il grande portone d'ingresso è incorniciato da un portale bugnato con alle basi in rilievo due piccoli leoni rampanti in pietra, simbolo della casata Caracciolo Pisquizi e conserva al suo interno un altare palatino e i sotterranei non visitabili. All'esterno, a fianco al portale d'ingresso è situata la statua del duca Fabrizio Caracciolo risalente al 1669[61] opera di Bartolomeo Mori. Tra la fine dell'800 e la prima metà del '900 è stato suddiviso in residenze private;
- Palazzo Spagnuolo: palazzo fortificato situato nel rione Pioppi Vecchi sulla parte finale del corso Roma risalente al XIV secolo circa. L'ubicazione e la struttura del fabbricato, che dalla parte sud è dotato di torretta di avvistamento, sono segni evidenti di quello che in passato fu un fortilizio sulla cinta muraria dell'antico borgo medievale, ancora visibile in alcuni punti della zona, costruito per controllare le contrade della valle sottostante. La torretta di guardia in passato presentava delle feritoie tipiche di una postazione militare di difesa e di avvistamento. Subì diverse restaurazioni a causa dei terremoti che hanno interessato l'area dov'è ubicato e lo stile della facciata, che ha un portale bugnato, risale all'epoca Ducale[16];
- Palazzo De Stefani-Ciriaco: grande palazzo risalente al 1780 situato lungo corso Roma, ex corso Teodosio, in piazza Vittorio Emanuele II nei pressi della chiesa di San Rocco;
- Palazzo Staglianò: situato sul corso Roma alle porte del rione Pioppi Vecchi;
- Palazzo della Casa di San Rocco (Asilo di San Rocco, Oratorio di San Rocco): palazzo parrocchiale della rettoria della chiesa di San Rocco situato nel vico I Roma risalente al 1938 e costruito per volere dell'allora rettore della chiesa Mons. Francesco Palaia[105];

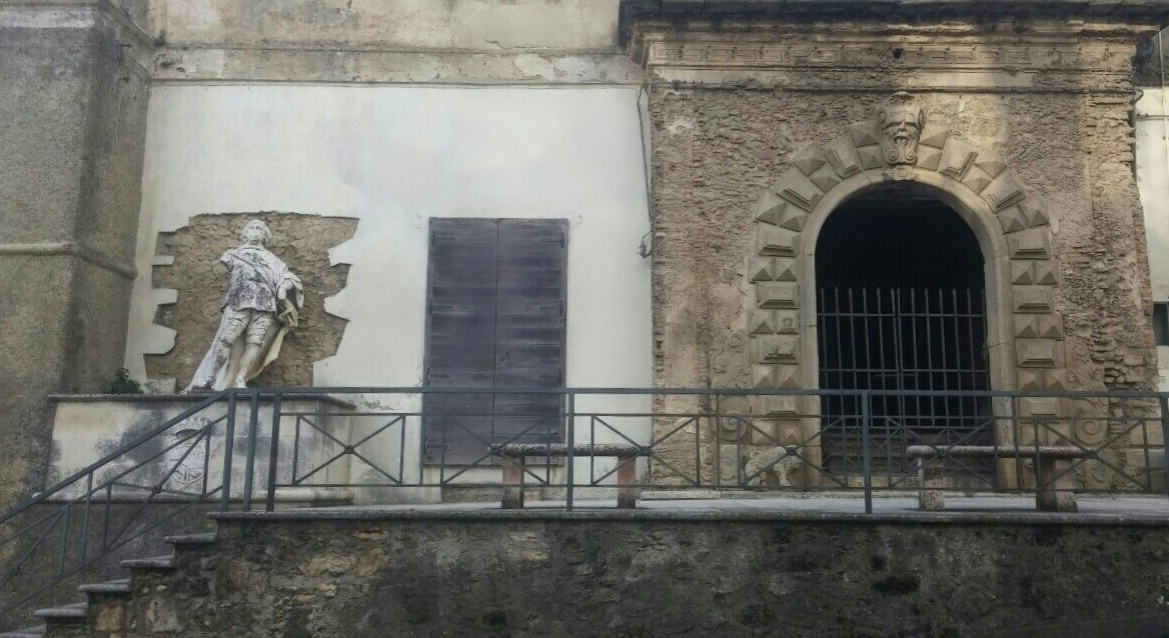
Portale est dell'ex palazzo Ducale con statua del duca Fabrizio Caracciolo opera di Bartolomeo Mori nel 1669
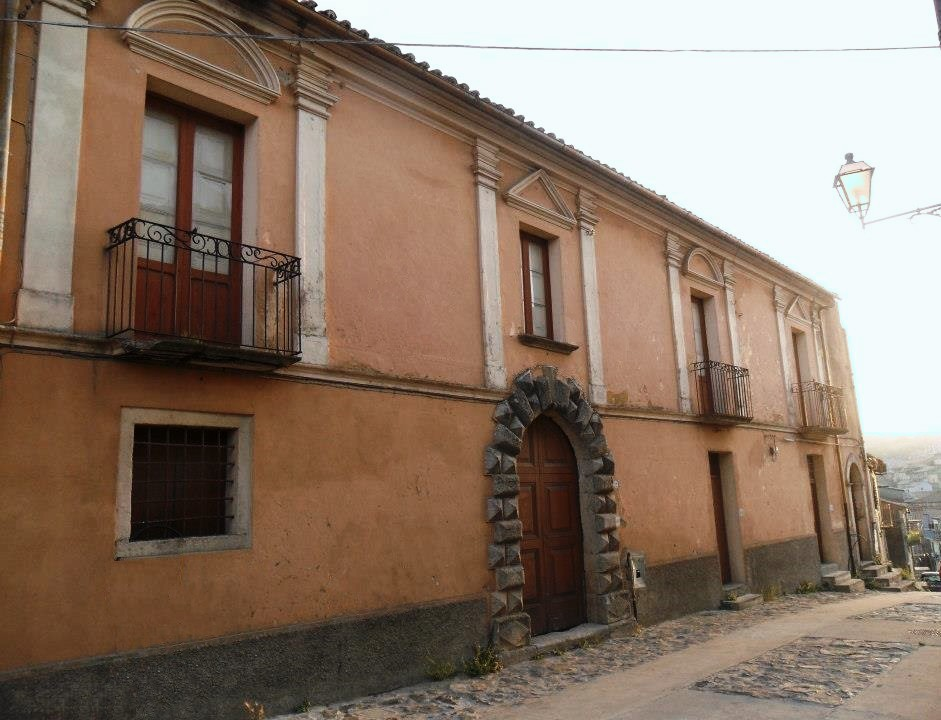
Palazzo Spagnuolo (facciata)
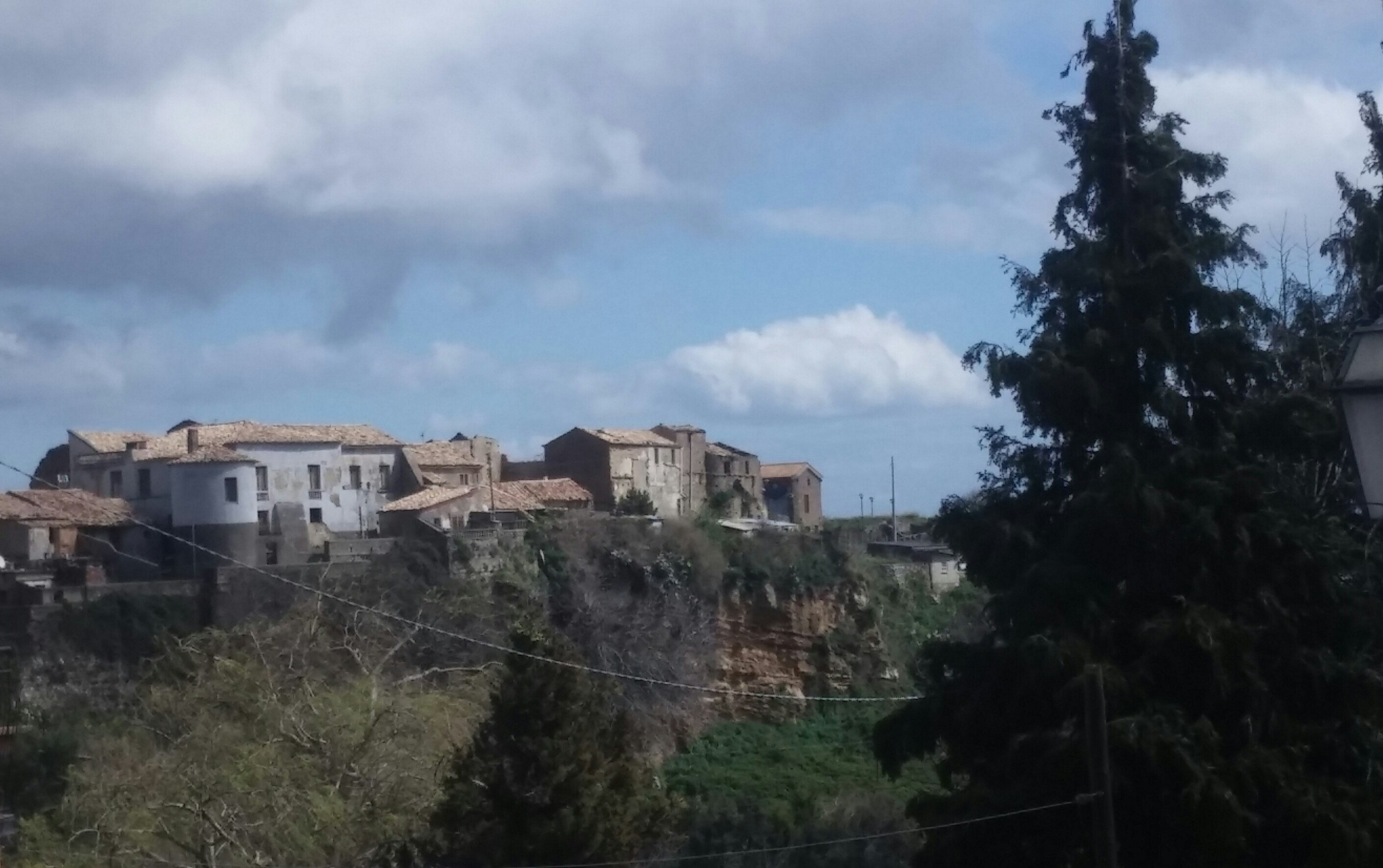
Palazzo Spagnuolo (parte posteriore)
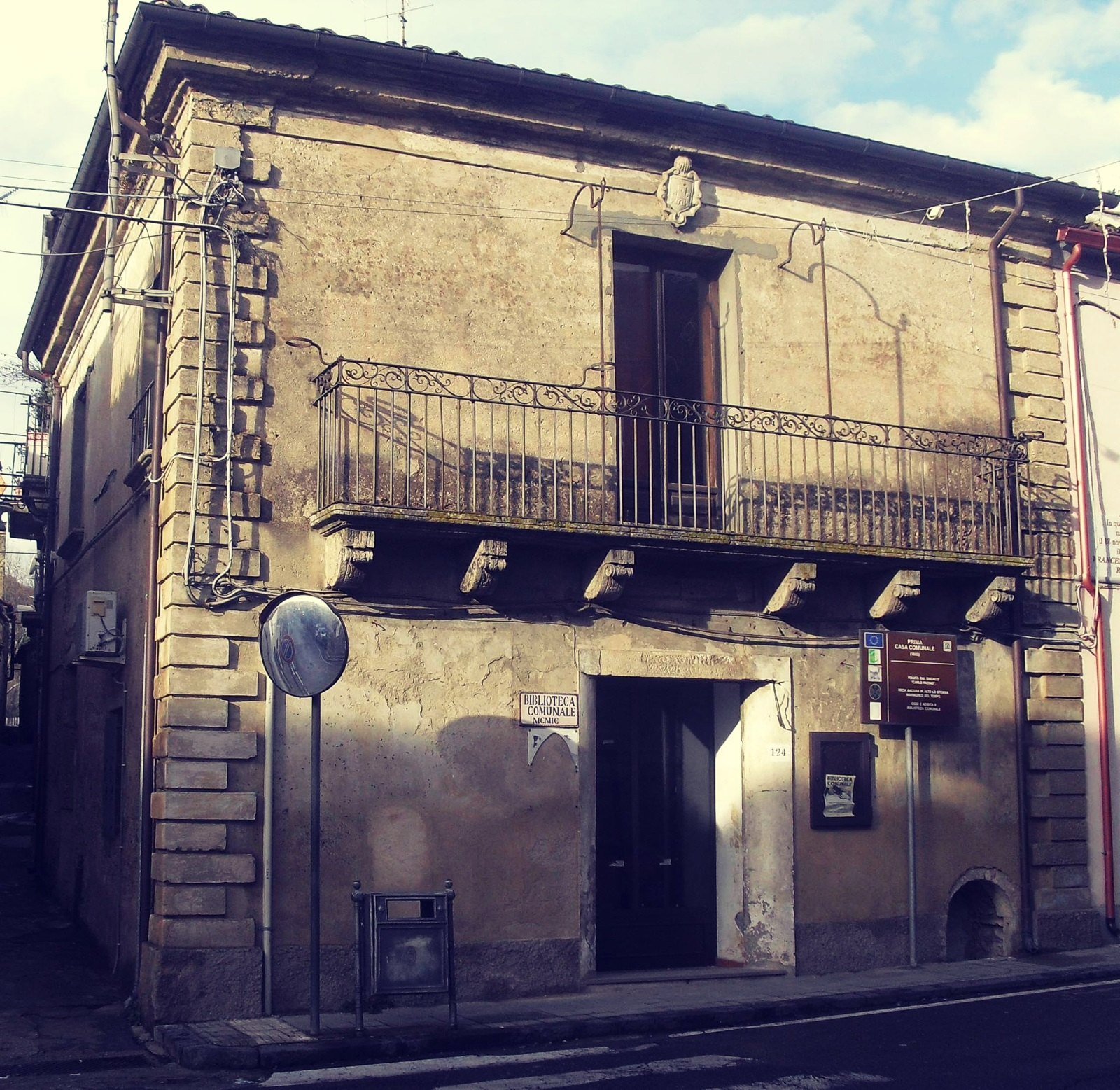
Prima Casa Comunale (1665)
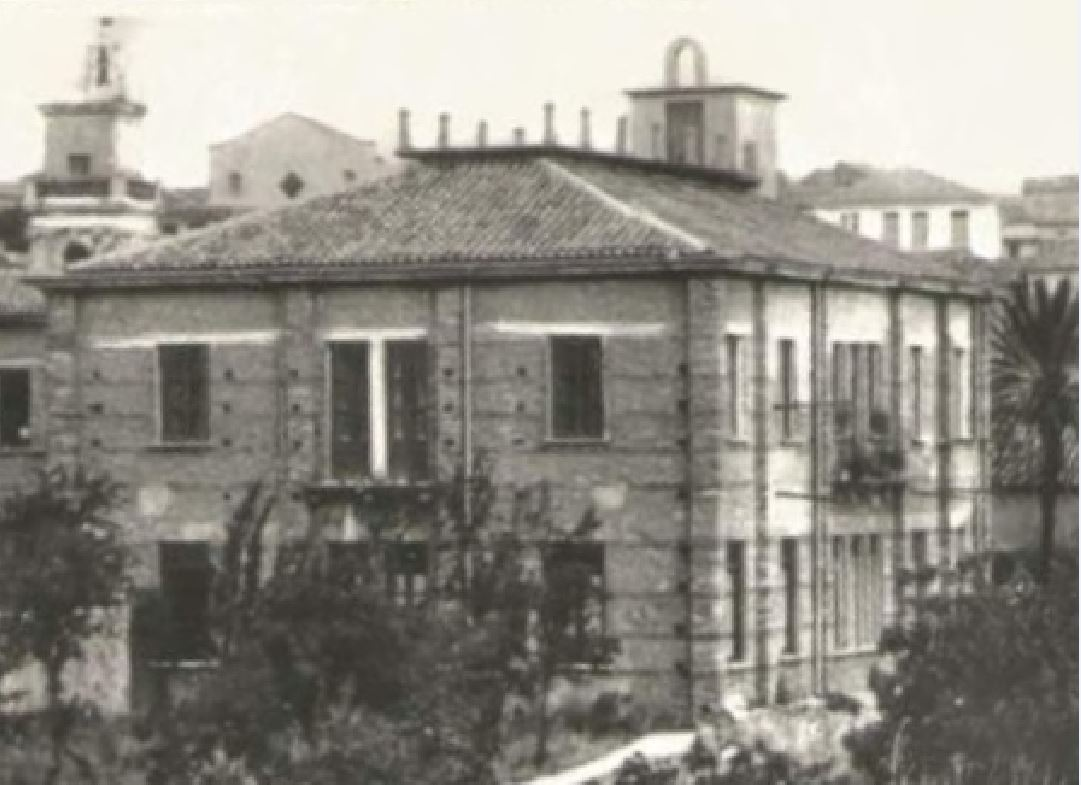
Palazzo della Casa (Asilo) di San Rocco (1938) intorno alla metà del '900

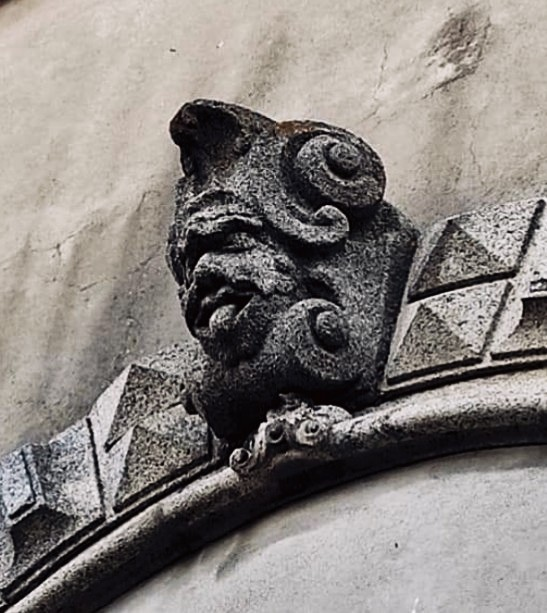
Maschera apotropaica sulla cornice del portale dell'ex palazzo Vaiti (un tempo palazzo Pacino)

Oltre ai sopracitati edifici sono degni di nota palazzi che un tempo alcuni erano residenze di alcuni storici sindaci tra il '700, '800 e primi del '900 come il palazzo Autelitano, il palazzo De Luca situato tra il corso Garibaldi e piazzetta De Luca. Inoltre, si affaccia su piazza Umberto I, di fronte alla chiesa Matrice, il palazzo Pacileo di notevoli dimensioni. Altri antichi palazzi del centro storico sono i palazzI Cefaly (dotato di portale imponente) e Siniscalco sul corso Garibaldi, i palazzi Fragale e Giampà-Valentini sul corso Roma e i palazzi Ferraina, Palaia, Rossi-De Stefani, Valenti. Del palazzo Vaiti, sito in via Carlo Pacino e vico II Garibaldi, rimane soltanto l'imponente cornice con maschera apotropaica del portale est e il portale nord con parte della facciata ormai parte di una struttura di epoche successive all'originale. In passato, nel seicento, probabilmente era il palazzo dello storico sindaco dell'universitas di Girifalco Carlo Pacino, il costruttore della fontana barocca recante il suo nome.

#### Altre opere
Statua del Duca Fabrizio Caracciolo: statua marmorea risalente al 1669 di fattura napoletana, realizzata dallo scultore Bartolomeo Mori, allievo dello scultore Cosimo Fanzago, ed è una delle poche statue del genere presenti in Calabria. Sotto il basamento sono celate le iniziali B. M. 1669 notate quando la statua venne spostata all'ex palazzo Ducale. In origine, infatti, era posta all'interno del convento di Sant'Antonio dei frati minori riformati (ex ospedale psichiatrico e ora Complesso Monumentale), i quali la fecero scolpire e la dedicarono come segno di riconoscenza al duca medesimo per avergli donato la terra e costruito il convento. Successivamente è stata prima posta all'esterno dell'ala est dell'ospedale psichiatrico e attualmente si trova adiacente alle mura dell'ex palazzo Ducale; 

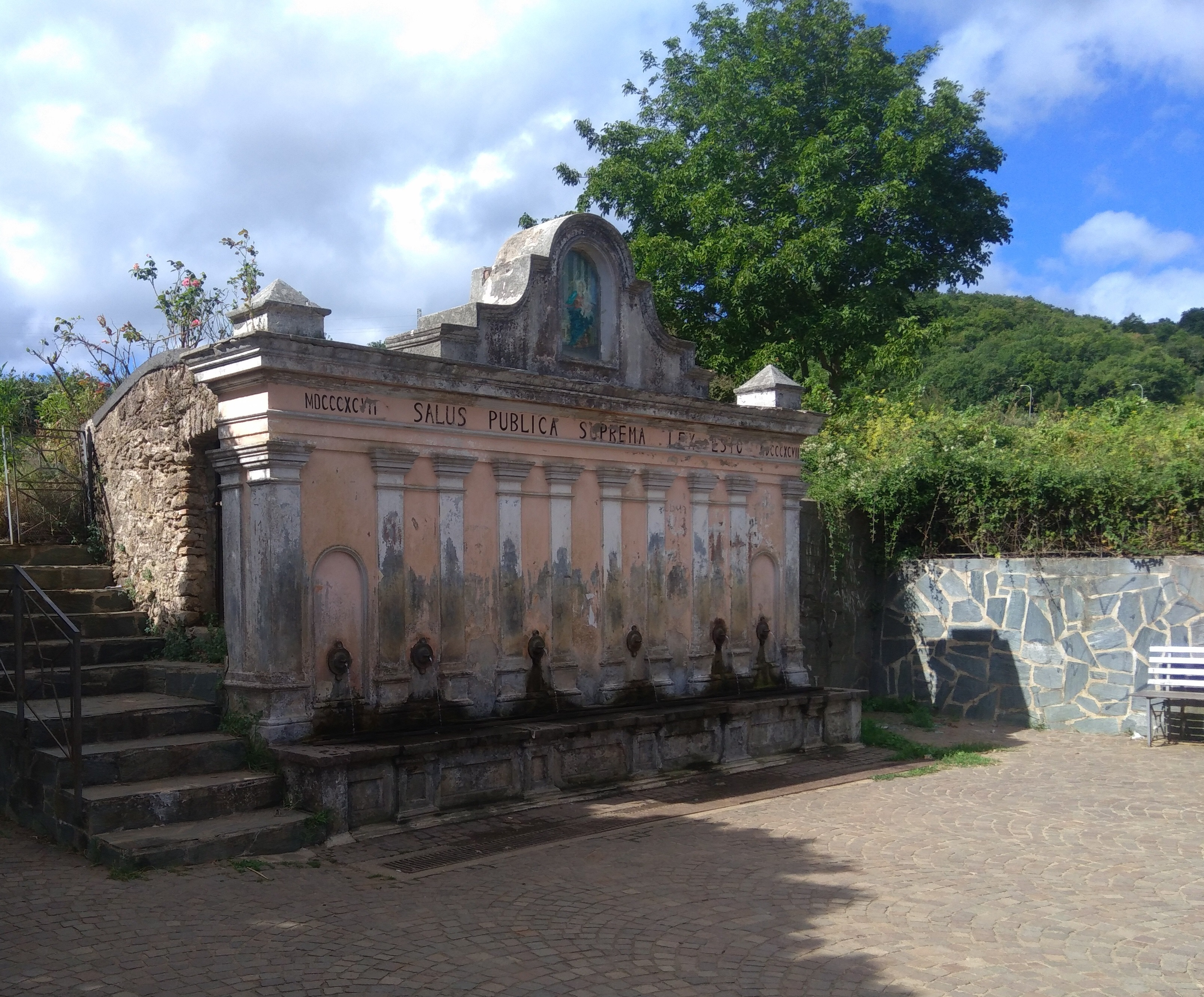
La Cannaletta

La Cannaletta (o Canaletta): fontana a sei cannali del 1897 che porta direttamente nel centro le acque dal monte Covello. In alto al centro è adornata con un dipinto della Vergine e in basso si può leggere la locuzione latina Salus publica suprema lex esto; 

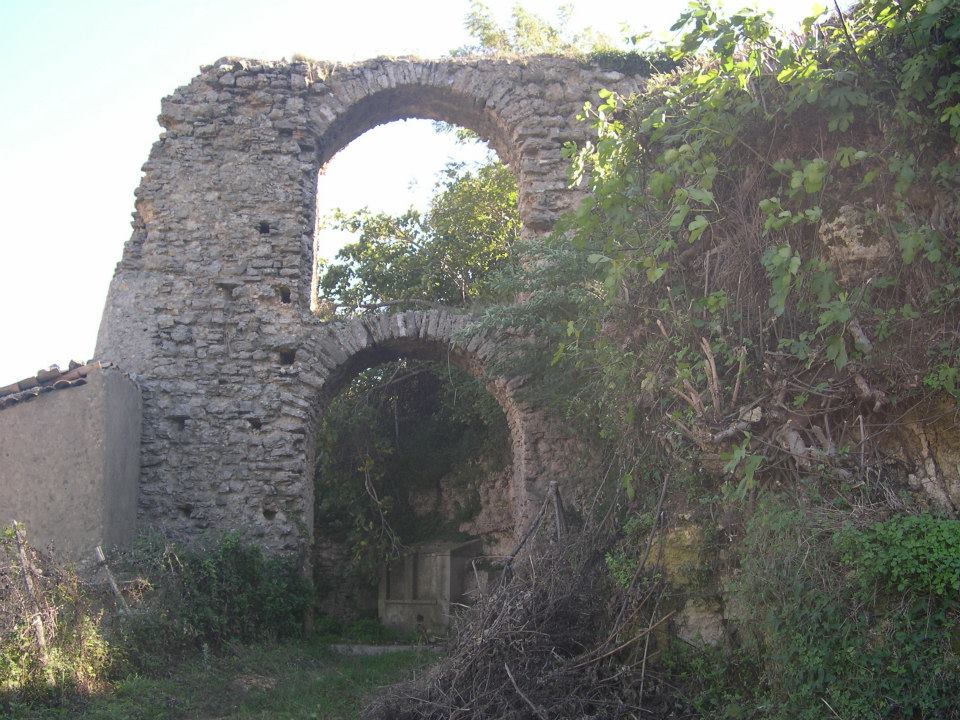
Ruderi dell'acquedotto Battandieri

Ruderi dell'acquedotto Battandieri: resti di un antico acquedotto facente parte dell'antica via dei mulini (13 in origine) che dal monte Covello scendeva fino al centro abitato per poi dirigersi a valle. In origine la macchina idraulica era una gualchiera (battinderi), una fabbrica di stoffe e di follatura della lana realizzata probabilmente su una struttura più antica, un acquedotto di epoca precedente. La maggior parte di questi acquedotti e mulini furono costruiti nella prima metà del '600 dalla famiglia Caracciolo i quali amministravano queste terre in quell'epoca, mentre quello più noto (in dialetto locale denominato Vottandìari) per tipologia di architettura dovrebbe risalire ad epoca molto più antica. Concentrati in un raggio di 6 km, venivano azionati sfruttando i corsi d'acqua Fiumara Longa e Ponzo. La maggior parte di queste strutture è oramai ridotta a dei ruderi o assimilate in strutture successive. Il primo da est si trova in località Cacinari, sei si ritrovavano all'interno del tessuto urbano (due in località Coste e quattro in località Battandieri, tra cui quello più noto insieme al mulino soprastante), mentre altri sei si trovavano sulla vecchia strada poderale verso il monte Covello partendo dalla località Battandieri, in località Pontani, Jervasili, Montagnella, Sussarvo, Castaneto.

#### Pioppi Vecchi, Pietra dei Monaci e San Vincenzo

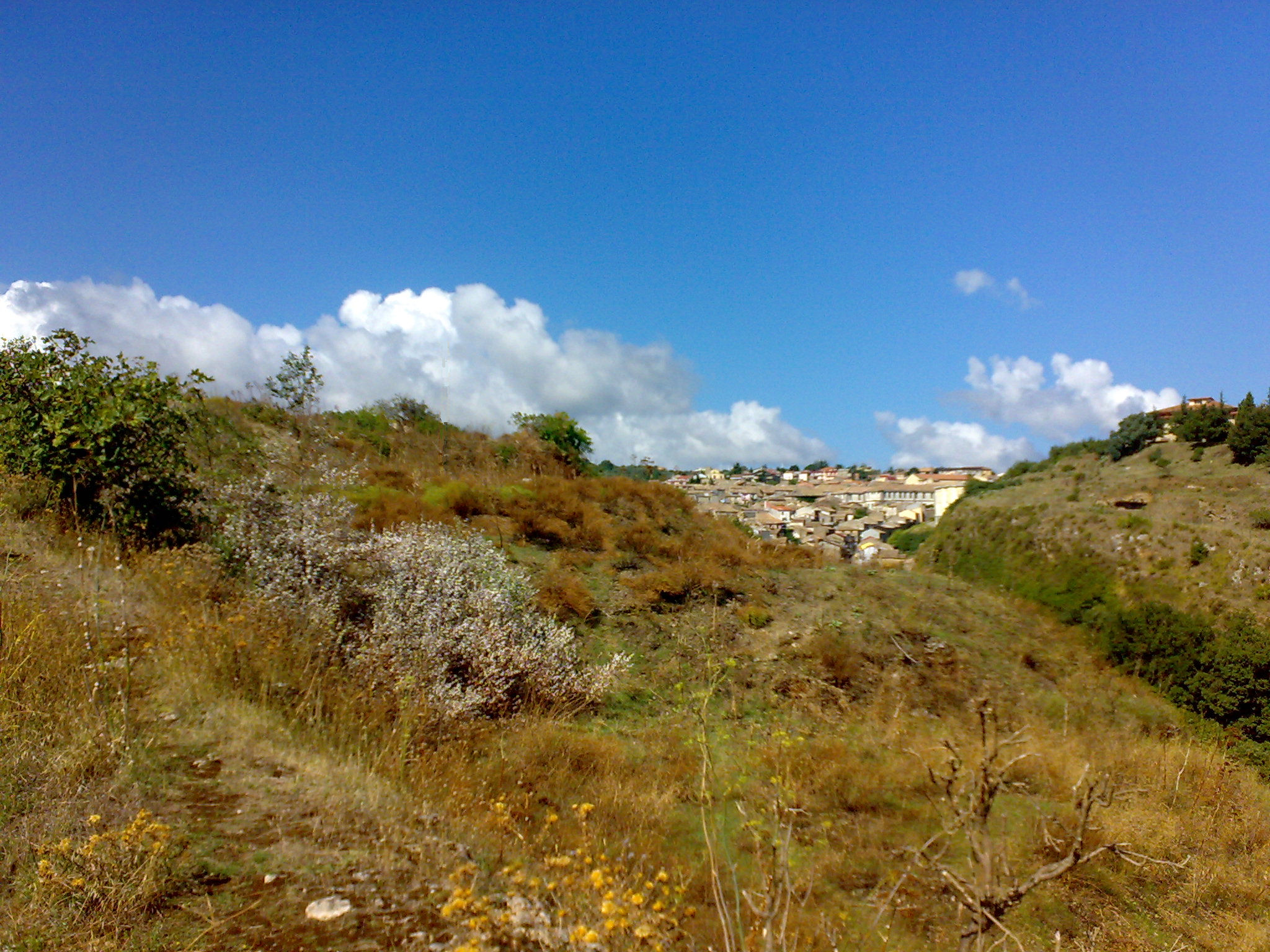
Pietra dei Monaci

La Pietra dei Monaci e i Pioppi Vecchi sono la zona più antica di Girifalco essendo stati il suo primo nucleo urbano, danneggiati da vari terremoti (1626, 1638, 1659, 1783, 1905). Il nome della località Pietra dei Monaci è collegabile al fatto che un tempo in questa zona sorgeva un convento, distrutto da uno dei terremoti sopracitati o, nel caso di un cenobio bizantino, abbandonato per lo smantellamento delle diocesi e dei conventi di rito greco, voluto dai sovrani e avallata dai Papi dopo l'arrivo dei Normanni. Qui sorgeva il primo nucleo di Girifalco dove, oltre al vecchio palazzo del duca e alla prima chiesa Matrice Santa Maria delle Nevi, vi era una fortezza con una torre altissima, descritta nella relazione fatta dall'universitas di Girifalco nel 1626 e da Lutio d'Orsi nel 1640, che venne prima danneggiata dal terremoto del 1626 e definitivamente distrutta da quello nel 1638. Quella fortificazione ispirò lo stemma cittadino di Girifalco, creato nel XVII secolo, nel quale è rappresentato un complesso fortificato con delle torri con sopra un falco. Molti ruderi sono ancora presenti tra i quali i resti della chiesa Matrice e del sopracitato convento. In località San Vincenzo, sotto la rupe Pietra dei Monaci, sono stati rinvenuti i resti di un antico cimitero ebraico databile al VI o VII secolo D.C.;
Ruderi dell'antica chiesa Matrice dei Pioppi Vecchi
La Matrice che sorgeva ai Pioppi Vecchi aveva tre grandi navate e tre absidi ed era la chiesa parrocchiale di Girifalco fino al 1783 dedicata alla Madonna delle Nevi, titolo che venne poi ereditato dall'attuale chiesa Matrice. Non molto si sa sulle sue origini, ma dal libro parrocchiale più antico, datato 1631, presente nella parrocchia si legge che in quell'anno l'edificio esisteva. Fu gravemente lesa dai tre terremoti che si verificarono nel 1638, nel 1659 e nel 1783 e questi avvenimenti sono descritti nella Relazione ad Limina del vescovo della diocesi di Squillace del 1661 e nel verbale che fu stilato dall'allora arciprete del paese dopo il sisma del 1783. Era annessa alla Matrice la chiesa dell'Immacolata, anch'essa distrutta. Era risaputo che quella zona fosse molto a rischio, infatti, all'indomani del sisma del 1638 in molti si chiesero se ricostruire la chiesa in quel luogo o altrove. Ventuno anni dopo venne colpita nuovamente da un altro evento tellurico (terremoto del 1659) e, come documentato nella relazione del 1661, si decise di ricostruirla nello stesso medesimo posto ma nel secolo successivo, il terremoto del 1783 la distrusse nuovamente, lasciando il paese ancora una volta senza chiesa Matrice. Si ripose quindi il problema della riedificazione nello stesso luogo o spostarne la parrocchia in una delle altre due chiese abbastanza grandi del paese, quella di San Rocco o quella del convento di Sant'Antonio (odierno Complesso Monumentale ed ex ospedale psichiatrico). La prima fu ritenuta non molto grande per soddisfare le esigenze della popolazione, mentre la seconda era troppo distante dal centro del paese che intanto si stava estendendo verso la collina del convento dei domenicani, odierna piazza Umberto I. Si decise alla fine di riedificare la chiesa di Santa Maria delle Grazie del sopracitato convento, che fu anch'essa distrutta dal sisma del 1783, trasferendovi le funzioni di chiesa Matrice e assegnandola alla Madonna delle Nevi, come la distrutta chiesa dei Pioppi Vecchi. Questa decisione fu presa per la necessità di collocarne la sede in una zona più centrale, vista l'espansione del centro urbano e per il graduale abbandono del rione Pioppi dopo il tremendo sisma di fine XVIII secolo. Oggi sono ancora visibili le mura della navata laterale sinistra e su quella di destra furono costruite delle abitazioni, sfruttando i contrafforti rimasti, tra fine '700 e nel corso dell'800 ma che furono tuttavia distrutte nuovamente nel terremoto del 1905, anno in cui fu definitivamente abbandonato il rione, salvo essere riqualificato in parte nel corso del XXI secolo.

## Società

### Evoluzione demografica
Abitanti censiti

### Tradizioni e folclore
- Festa di San Rocco: 14-24 agosto, chiesa di San Rocco, piazza Vittorio Emanuele II[112];
- Festa della Madonna del Rosario: prima domenica di ottobre, chiesa del Rosario, piazza Umberto I;
- ''Cumprunta'' o ''Cunfrunta'': domenica di Pasqua su corso Roma[128];
- ''Azata'': vigilia delle ceneri, chiesa di San Rocco, piazza Vittorio Emanuele II;
- Madonna delle Nevi: 5 agosto, chiesa Matrice Santa Maria delle Nevi;
- Festa dell'Addolorata: 15 settembre, chiesa dell'Addolorata;
- Festa dell'Annunziata: 25 marzo, chiesa dell'Annunziata;
- Festa della Madonna di monte Covello: prima domenica di agosto, monte Covello.

## Cultura

### Istruzione
- Istituto Comprensivo "A. Scopelliti" Girifalco - Cortale
- Istituto di Istruzione Secondaria Superiore "Ettore Majorana":
  - Liceo Scientifico
  - Liceo delle Scienze Umane
  - Istituto Tecnico Tecnologico indirizzo grafica e comunicazione
  - Istituto Tecnico Tecnologico indirizzo meccanica, meccatronica ed energia
  - Istituto Tecnico Tecnologico articolazione tessile, abbigliamento e moda

## Geografia antropica

### Urbanistica

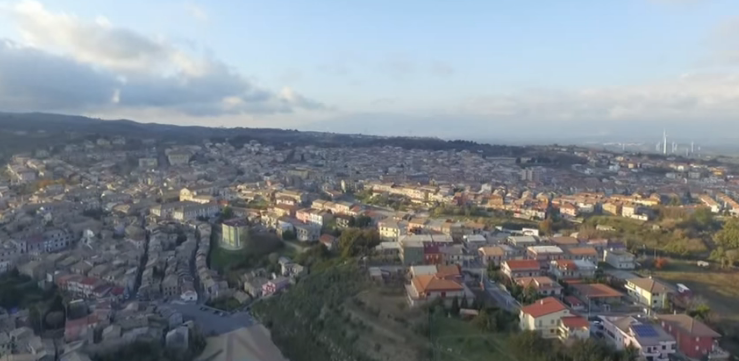
Vista dall'alto

Il primo nucleo di Girifalco è arroccato su uno sperone roccioso (Pietra dei Monaci e Pioppi), luogo da dove è partita l'espansione urbana nei secoli, prima verso ovest (piazza Vittorio Emanuele II e zone limitrofe) dopo il terremoto del 1626, poi verso nord (piazza Umberto I e zone limitrofe, via Marconi) dopo il terremoto del 1783 e lungo tutto il corso Garibaldi verso nord. Dalla seconda metà del XX secolo il nucleo urbano ha iniziato ad espandersi soprattutto verso nord nord-est lungo il viale Migliaccio (SP 172) dalla congiunzione con il corso Garibaldi e via Milano (SP 162/2).

### Contrade e località
Il territorio di Girifalco si estende per più di 43 km² e sono numerose le contrade e le località che lo circondano, da quelle del monte Covello (sud-ovest) a quelle verso il bosco Farnoso e più internamente nei pressi della Pietra dei Monaci (sud-est), dalle località in direzione della SP 172 (est) fino a quelle della zona nord del territorio e oltre alle località interne:
- Nel centro urbano: Bufalello, Colaierni, Conella, Curcio, Frà Giacinto, Guzzoni, Libertina, Misigonì, Nivera, Pioppi Vecchi, San Marco, Sportà.
- Nord, Nord-est: Bongiorno, Cannanelli, Cannavù, Carruse, Currola, Giardino, Girello, Nucarella, Pranci, Quadri, Rivaschiera, Zingarello.
- Est, verso la SP 172: Arena, Serra, Tre Conoli, Vasia.
- Sud-est, nei pressi della località Pietra dei Monaci: Orto della duchessa, San Vincenzo, Scalella.
- Sud-est, verso il bosco Farnoso: Caria, Correnti, Domitini, Insalata, Piano di Porro, Pietre Grandi, Pucciarello, Scriselli, Scugnietto, Toco.
- Sud-ovest verso il monte Covello: Castaneto, Covello, Gulladi, Lacco, Lucertola, Mangravite, Montagnella, Pantano, Piano di Acquaro, Sant'Elena, Spanò, Ziofrò.

## Aree naturali

### Monte Covello
Il monte Covello raggiunge l'altezza di 848 metri s.l.m., è noto per la ricchezza della flora con abbondanti boschi, per la varietà faunistica e per la qualità delle acque oligominerali. È presente un centro ornitologico e inoltre è possibile attraversare suggestivi percorsi naturalistici, visitare il laghetto in località Rimitello e lo sbarramento del torrente Pesipe. Dalle sue massime alture si possono osservare sia lo Ionio che il Tirreno.

## Infrastrutture e trasporti
Il territorio comunale è interessato dalle seguenti direttrici stradali:
- Strada provinciale 162/2 ex strada statale 181 di Maida e Squillace.
- Strada provinciale 172 ex strada statale 384 di Girifalco.
- Strada provinciale 59: Girifalco (bivio SP 172) - Squillace (bivio SP 162/2).
- Strada provinciale 61: verso monte Covello fino al bivio con la SP 145.
- Strada provinciale 92: Girifalco (contrada Cannalelli verso Caraffa di Catanzaro) - Cortale (bivio SP 87).

## Amministrazione
Elenco degli amministratori dall'Unità d'Italia:
Regno d'Italia
- 1859-61: Saverio Valentini (sindaco)
- 1862: Carlo Vaiti (sindaco facente funzioni)
- 1863-1866: Salvatore Maccaroni (sindaco), Carlo Vaiti (sindaco facente funzioni)
- gennaio 1866-febbraio 1866: Carlo Sgrò (o Desgro) (sindaco facente funzioni)
- febbraio 1866-novembre 1876: Bonaventura Autelitano (sindaco)
- dicembre 1876-marzo 1877: Rocco Sestito (sindaco facente funzioni)
- 1877-82: Antonio Migliaccio (sindaco)
- 1882: Carlo Desgro (assessore anziano)
- 1883-1884: Salvatore Giampà (assessore anziano)
- 1884-1888: De Stefani (sindaco)
- 1889: Rocco Tolone (sindaco facente funzioni), Marcello Chillà (sindaco facente funzioni)
- 1890: Domenico De Stefani (sindaco facente funzioni)
- 1890-1895: Domenico De Stefani (sindaco)
- 1895-1904: Salvatore Giampà (sindaco)
- 1905-1906: Nicola De Stefani (sindaco)
- 1906: Vincenzo Migliaccio (sindaco facente funzioni)
- 1906-1908: Nicola De Stefani (sindaco, dimissionario)
- 1908-1909: Domenico De Luca (sindaco facente funzioni)
- 1909: Vincenzo Migliaccio (sindaco facente funzioni)
- 1909-1913: Nicola De Stefani (sindaco)
- febbraio 1913-marzo 1913: Antonio Siniscalco (sindaco facente funzioni)
- marzo 1913-aprile 1913: Francesco Giardina (commissario prefettizio)
- maggio 1913: Mariano Coschi (commissario prefettizio)
- luglio 1913-1917: Salvatore Giampà (sindaco)
- 1918: Rocco Spagnuolo (sindaco facente funzioni)
- 1918-1922: Rocco Spagnuolo (sindaco)
- 1923-1924: Vincenzo Fragòla (sindaco)
- 1925-marzo 1925: Cesare Tolone (sindaco facente funzioni)
- 1925-1927: Vincenzo Fragòla (sindaco)
- marzo 1927-settembre 1934: Vincenzo Fragòla (podestà)
- settembre 1934-luglio 1935: Gregorio Tolone (commissario prefettizio)
- luglio 1935-settembre 1939: Gregorio Tolone (podestà)
- gennaio 1940-ottobre 1940: Marcello Zacchini (commissario prefettizio)
- ottobre 1940-ottobre 1943: Concettino Autelitano (podestà)
- ottobre 1943-ottobre 1943: Concettino Autelitano (sindaco)
- novembre 1943-dicembre 1943: Barone Gonzales del Castillo (commissario prefettizio)
- dicembre 1943-giugno 1944: Concettino Autelitano (commissario prefettizio)
- giugno 1944-agosto 1944: Barone Gonzales del Castillo (commissario prefettizio)
- agosto 1944-aprile 1945: Alfonso De Stefani (commissario prefettizio)
- aprile 1945-giugno 1946: Alfonso De Stefani (sindaco)

Repubblica Italiana
- giugno 1946-giugno 1952: Alfonso De Stefani (sindaco)
- giugno 1952-aprile 1955: Giuseppe Zalmieri (sindaco, dimissionario)
- aprile 1955-maggio 1955: Francesco Bruno (sindaco facente funzioni)
- maggio 1955: Antonio Muriniti (sindaco, elezioni annullate)[134]
- maggio 1955-giugno 1955: Giuseppe Zalmieri (sindaco)
- giugno 1955-1956: Rocco Marcellino Vonella (sindaco)
- 1956-1959: Rocco Fragòla (sindaco)
- 1960 1965. Pietro Defilippo (sindaco)
- 1966-aprile 1967: Vincenzo Fragòla (sindaco)
- maggio 1967-1968: Federico De Marinis (commissario prefettizio)
- 1968-1971: Pietro Defilippo (sindaco)
- 1971-1972: Osvaldo Sirianni, Antonino Bombaci (commissari prefettizi)
- 1973-1978: Pietro Defilippo (sindaco)
- 1979-1981: Giovanni Faga (sindaco)
- 1982-1983: Pietro Defilippo (sindaco)
- 1984-1985: Michele Vatrano (sindaco)
- 1986-1988: Alfonso Sabatini (sindaco)
- 1989-1991: Pietro Defilippo (sindaco)
- 1992-1993: Francesco Zaccone (sindaco)
- giugno 1993-giugno 1994: Raffaele Tolone (sindaco, dimissionario)
- agosto 1994-novembre 1994: Santo Cimino (commissario prefettizio)
- novembre 1994-novembre 1998: Domenica Maragnani (sindaco)
- novembre 1998-2003: Mario Deonofrio (sindaco)
- 2003-aprile 2008: Mario Deonofrio (sindaco)
- aprile 2008-giugno 2010: Rocco Signorello (sindaco)
- luglio 2010-maggio 2011: Costanza Pino (commissario prefettizio)
- maggio 2011-gennaio 2015: Mario Deonofrio (sindaco)
- gennaio 2015-maggio 2015: Salvatore Fortuna (commissario prefettizio)
- maggio 2015-aprile 2020: Pietrantonio Cristofaro (sindaco)
- aprile 2020-settembre 2020: Costanza Pino (commissario prefettizio)
- settembre 2020-in carica: Pietrantonio Cristofaro (sindaco)[135]